# 家政夫のミタゾノ
『家政夫のミタゾノ』（かせいふのミタゾノ）は、テレビ朝日系列で2016年から放送されている日本のテレビドラマシリーズ。主演は松岡昌宏。
放送開始当初から一話完結の構成となっている。
第1シリーズは2016年10月21日から12月9日まで、第2シリーズは2018年4月20日から6月8日まで、第3シリーズは2019年4月19日から6月7日まで、第4シリーズは2020年4月24日から7月24日まで、第5シリーズは2022年4月22日から6月10日まで、第6シリーズは2023年10月10日から12月5日まで放送された。第5シリーズまでは23時台の「金曜ナイトドラマ」枠で放送されていたが、第6シリーズ以降はゴールデン帯の火曜21時枠で放送されている。第7シリーズは2024年8月1日に制作が発表された。2025年1月14日から3月11日まで放送された。
2022年11月に舞台化された。
便宜上、第1シーズンをS1と表記する。

## 概要
TOKIOの松岡昌宏が女装した大柄な家政夫・三田園薫に扮し、派遣先の内情を覗き、秘密を暴いて家庭を崩壊させ、そして再生へと導いていく、痛快"覗き見"ヒューマンドラマである。
本作品は『家政婦は見た!』『家政婦のミタ』を下敷きに新しい家政婦ドラマとして制作されており、劇中には他作品のオマージュや時事ネタ、本人および所属事務所に関するネタを数多く含むなど、コメディ要素を盛り込んだ奇想天外な作品となっている。オープニングアニメーションも映画『キャッチ・ミー・イフ・ユー・キャン』のパロディである。ドラマ本編には毎回生活に役立つ家事テクニックも挿入される。
三田園のパートナーとなる若手の家政婦は、第1シリーズは清水富美加、第2シリーズは剛力彩芽、第3シリーズは川栄李奈、第4シリーズは飯豊まりえ、第5シリーズは山本舞香、第6シリーズは桜田ひより、第7シリーズは久間田琳加とシリーズごとに交代している。なお、第3シリーズからは新たにHey! Say! JUMPの伊野尾慧も加わり、その後のシリーズにも登場し、三田園の相棒としては唯一の続投を果たしている。
第4シリーズは新型コロナウイルス感染拡大の影響、および感染拡大防止の観点から、撮影スケジュールに変更が生じたため、2020年5月8日より放送を中断。同日予定であった第3話以降の放送が同年6月19日以降まで延期された。本編の放送再開までの間、これまで放送してきた3シリーズ分の「傑作選」を放送した。また、5月29日放送分ではシリーズ初の試みとして、事実上の新作でコロナウイルス感染を防ぐために他人との濃厚接触が一切ない全編リモート映像で収録した特別編を放送した。
第7シリーズでは、芸能事務所に所属している18歳から30歳までの女性を対象にシリーズ初となる新人家政婦役の公募を行う。オーディションの結果、久間田が選出された。
主演の松岡は本作品で第6回コンフィデンスアワード・ドラマ賞主演男優賞を受賞した。

## あらすじ
比較的手頃な料金で家政婦を派遣してくれる「むすび家政婦紹介所」。その紹介所で働く三田園薫（みたぞの かおる）は、実は「家政婦」ではなく"女装"をしている男性、つまり「家政夫」である。寡黙で神出鬼没、何を考えているのかわからず不気味だが、料理・洗濯・掃除・子守といったあらゆる家事においてプロ級の腕前を持つ三田園が、派遣先での仕事をこなしながらその家庭の裏に蔓延る「根深い汚れ」を暴き、家庭を崩壊させ、再生へと導いていく。1話完結型のストーリーであり、基本的な展開は毎回共通である。
三田園のパートナーとなる新人家政婦はシリーズごとに変わり、それぞれが三田園の行動に対して常識人として至極真っ当なツッコミをいれたり翻弄されながらも家事のテクニックを学び、視聴者と同じような目線で派遣先の行く末を見守っていく。

## 登場人物
主要人物 / 新人家政婦 / その他の前シリーズまでの登場人物 / ゲスト 第1シリーズ（2016年） 第2シリーズ（2018年） 第3シリーズ（2019年） 第4シリーズ（2020年） 第5シリーズ（2022年） 第6シリーズ（2023年） 第7シリーズ（2025年）

### 主要人物
三田園薫（みたぞの かおる）
演 - 松岡昌宏
本作品の主人公。むすび家政婦紹介所に所属する派遣家政夫。通称・ミタゾノさん。男性だが、なぜか女装をしていて、普段は女性のように立ち振る舞っている謎の多い人物。口癖は「痛み入ります」。紹介所内では男だと全員に認識されているが、各派遣先ではまちまち。常にクールかつ無表情。神出鬼没で何を考えているのか分からず不気味な面もあるが、家事全般を完璧にこなせる"スーパー家政夫"で、依頼主の信頼を得るのは早い。
洞察力・観察力が鋭く、派遣先の様子を見て、その家の問題を炙り出すのが得意。ひとたび派遣先が隠している秘密に気付くと、それを暴いて家庭を崩壊させたくなる性分である。家族の行動を覗き見し、誰にも気付かれないうちに周到な罠を張り巡らせて秘密を探り出す。盗撮や盗聴をしたり、依頼主の私物を物色したり、金庫の鍵を開けて中身を持ち出すなど、手段を選ばず実行する。家政婦には守秘義務があると述べる一方、終盤になると知り得た秘密をネタに家族を脅すことが多い。プライバシーを暴く依頼を持ちかけられると「考えたこともない」とうそぶくが、言い回しを変えさせた上で引き受けることもある（第1シリーズの第4話にて）。
家事全般の知識が豊富なほか、大型二種・大型特殊自動車免許、救急救命士の資格など数々のライセンスを保有、英語やアラビア語といった外国語も堪能である。手先が器用で、鍵の解錠が得意。施錠されている南京錠からダイヤル式の金庫まで、様々な鍵を数秒で開けることができる。また、盗聴器発見器を自作したり、壊れたロボット犬を直して盗撮用のカメラを組み込み遠隔操作できるように改造するなど、色々な機械を修理・製作する技術も持っている。さらにドラムの演奏も得意である。
身体能力が異常なほど高く、俊足であり、格闘術も身に付けている。片手で走行中の車を止めたり、ライフル銃の銃弾を避けるなど、超人的なスピードと怪力の持ち主である。
常にゆるふわボブのカツラを被り、クラシカルな白のブラウス、黒のスカートを着用し、眼鏡を掛け、一昔前の淑女然としている。他人に"男"だと指摘されると形相が変わり、睨んだり威圧して相手を黙らせている。
普段は高めの声を出し上品な言葉遣いで話すが、時々、素に戻るとドスの利いた男性口調の地声を発することがある。
麻琴の頭にブラジャーをかけたり、えみりの口から「ペチャパイ」と言わせるなど、意地悪も仕掛けることもある。
実はオバケが苦手という弱点がある。霊的なことに遭遇すると悲鳴を上げて極度に怯え、パニックに陥る。
趣味は「一人ジェンガ」。自分で壊すのが良いのだという。オープニングアニメーションでは「家」からパーツを引き抜き壊している。
三田園が秘密を暴露して崩壊させた家庭は、金銭的には苦しくなるものの、バラバラだった家族の絆が深まるなど、何らかの形で再生していく。
劇中、指を鳴らしたり、手を叩いたりすると時間が止まり、場面が停止する。そして彼が自己紹介と共にその日の家事のポイントを紹介する。時間が止まっている間に三田園自身が移動したり物を動かすと、周囲の人間には瞬間移動したように見える。しかし、乳児を止めることはできないらしい。
三田園が女装をしている理由や過去の経歴などは一切不明となっている。第1シリーズ最終話で所長の頼子が三田園の過去について聞いた話によると、三田園はかつてジャーナリストをしており、家政婦の仕事をしていた妹・康江がいたが、三田園が特ダネを狙っていた大物政治家の家に妹を家政婦として潜入させたために、彼女は不審死を遂げてしまい、そのことがきっかけで家政夫・三田園薫が誕生したと語られたが、後にそれは三田園が頼子に吹き込んだ作り話だったことが明かされた。しかし、妹が死亡したと思われる場所に三田園が献花をしていることから、何らかの事情で妹を亡くしたのは事実のようである。なお、第6シリーズの制作発表時に、三田園役の松岡は「シーズン1で三田園に妹がいるような設定があったのですが、まさかこんなに長く続くと思わなかったので、設定はすぐに変えました」と語っているため、妹がいたという設定が今後活かされるか不明となっている。
第1シリーズ第3話の終盤にて初めて本来の男性の姿を見せた。第6話ではえみりによって仕事中にカツラを奪われ、派遣先に男性であることがバレそうになり、咄嗟に近くにあった麦わら帽子を被ってカムフラージュした。紹介所に戻ってきた時は、予備として持っていたショートボブのカツラを被っていた。
第1シリーズ最終話から第2シリーズ第1話までの経緯について、紹介所のメンバー間に様々な噂が流れていたものの、詳細は不明である。
第2シリーズ第6話にて、占い師の望月ルナによって、「大切な人を失ったこと」が家政夫となった理由であることや、これまで派遣先の住人たちの秘密を暴露して家庭を崩壊させてきたことを言い当てられ、また「近い将来、（派遣先の住人たちの秘密を暴いた）報いを必ず受ける」などの警告を受けた。
第3シリーズの冒頭、アラブの石油王に仕えていた三田園の元に頼子から連絡が入り、日本へ呼び戻される。砂漠で石油を掘り当てた後に帰国し、紹介所へ戻ると、頼子の甥・村田光の教育係に指名された。
第5シリーズ第2話にて伊達メガネであることが判明。
結頼子（むすび よりこ）
演 - 余貴美子
むすび家政婦紹介所の所長。元派遣家政婦。従業員たちに「派遣先に深入りするな」とたびたび口にはするが、紹介所内でされる派遣先の噂話にはいつも加わっており、あっけらかんとした性格。時には大胆な発言もし、しれっと嘘を混ぜることもある。また、三田園が派遣先の住人たちの私物を勝手に持ち出して来ても「間違えて（住人らの私物を）持ってきてしまった」と、あまり厳しくは咎めない。
金にがめつく、いつも儲けのことばかり考えている。
三田園の事情を知っていて家政夫として雇っている模様。
第3シリーズの冒頭にて、脱税の疑いを掛けられて営業停止していた紹介所を再開させ、三田園を日本へ呼び戻した。そして甥の村田光を見習い家政夫として雇い、三田園を彼の指導役に指名した。光のことは「ヒー坊」と呼び、可愛がっている。
第4シリーズ第3話序盤にて、現在の年齢が49歳であることが本人の話から判明した。
第6シリーズにて、引っ越し業に手を出すも、本人曰く「持病の腰痛がある」ために業務には参加せずにいた（結局、第1話にて廃業）。
村田光（むらた ひかる）
演 - 伊野尾慧（第3シリーズ - ）
むすび家政婦紹介所に所属する見習い家政夫。頼子の甥っ子で、社会経験を積むために家政夫として働き始めた。まだ家政夫としてのスキルが未熟なため、三田園が同行することが多い。すぐに人を信じてしまう真っ直ぐでピュアな性格。あり得ない状況でも納得したり、ピュアすぎるゆえに天然な発言もある愛されドジっ子キャラ。紹介所の面々に可愛がられており、頼子からは「ヒー坊」と呼ばれている。
第3シリーズ最終話でミュージシャンになるために家政夫を辞めることに決め、退職届を提出した。しかし、最後の派遣先でミュージシャンの実情を知り、やっぱりアイドルを目指すことにして、家政夫の仕事は腰掛けとして続けることになった。
「永遠の17歳」を自称しているが、第7シリーズ時点にて実年齢が35歳だと発言。
阿部真理亜（あべ まりあ）
演 - 平田敦子（第1シリーズ / 第3シリーズ - ）
むすび家政婦紹介所に所属するベテラン家政婦。体型は太っており、紹介所に居る時は何かしら食べていることが多い。広い人脈を持ち、経験に裏付けされた情報量の多さから、あらゆるジャンルの流行りに精通している。
紹介所唯一の既婚者だったが、出戻り家政婦として第3シリーズ以降も再登場。
第5シリーズ以降、婚活に励んでいる。
式根志摩（しきね しま）
演 - しゅはまはるみ（第3シリーズ - ）
むすび家政婦紹介所に所属する家政婦。噂好きで、特に男女関係のスキャンダルが好物。イケメン好き・酒好きである。ツッコミ役が多く、特に光に対して厳しい一言を浴びせる。
褒められると何でも言うことを聞いてしまうのが弱点。

### 新人家政婦
三田園のパートナーとして登場する新人家政婦。シリーズ毎に交代する。
花田えみり（はなだ えみり）
演 - 清水富美加（第1シリーズ）
むすび家政婦紹介所に所属していた新人家政婦。第1シリーズの三田園のパートナー。25歳。
明るく優しい性格だがドジ。常に三田園の言動に翻弄されている。三田園とペアを組むことが多く、なぜ彼が女装しているのか強い興味を抱く。当初は家事スキルの高い三田園と組むことで「勉強になる」と言っていたえみりだったが、派遣先を次々と壊していく三田園に対し次第に「悪魔のような家政夫」だと思うようになる。
好奇心旺盛で少しおせっかいなところがあり、依頼主の家庭の事情に深入りしてしまうことがある。実は裕福な家庭の出身で、実家には使用人もいる。家庭の事情で、一度、家政婦を退職するつもりでいた。
第6話で中学時代の恩師・金森八重子の家に家政婦として派遣されたが、彼女が元教え子たちを脅迫して金を巻き上げていたことを知り、ショックを受ける。しかし、「あなたのような家政婦さんがもっと早くに来てくれていたら、こんなふうにはならなかったのかも」「あなたは後悔しないようにね」と言われたことにより、家政婦の仕事を本気で続けようと決意した。退職を取り止めたことで親に叱られ、大喧嘩して家を飛び出し勘当されるが、しばらくは家政婦を続けていくことになる。なお、同話では三田園の代理として家事ポイントを紹介した。
最終話では、派遣先の家族写真の中に三田園とそっくりな人物を発見し、実は三田園はその家の行方不明になったという主人ではないかと推測し、三田園の過去を探ろうと奔走する。頼子から三田園の過去を聞き、彼を家に戻そうと説得を試みるが、実はすべては三田園のウソだったことを知り、いつものように三田園に良いように操られていたことを知って憤慨する。
五味麻琴（ごみ まこと）
演 - 剛力彩芽（第2シリーズ）
むすび家政婦紹介所に所属していた新人家政婦。第2シリーズの三田園のパートナー。明るく純粋な人を信じやすい優等生タイプの性格で、常識破りな言動を繰り返す三田園にいつも振り回されている。「一言申し上げてもよろしいでしょうか?」と言って自分の考えを発言するが、だいたい空回りする。
6人姉弟の長女で、亡くなった母親の代わりに弟妹たちの面倒を見ている。父親が女にだらしなく家族に迷惑を掛けていたため、同じタイプの依頼主に対しては感情的になってしまい、失礼な態度を取ることがある。かつては豪邸に住む裕福なお嬢様だったが、現在は没落して貧乏な生活を強いられている。そのため、庶民的な食材で高級食材を再現するのが得意（第7話での倫子らの会話によると、麻琴の家庭が没落したのは、とある家政婦によって会社と家族の秘密を暴露されたことが原因らしく、倫子たちはその犯人が三田園ではないかと疑っている）。
最終話で麻琴は1日だけ三田園を家政夫として雇い自宅へ招いた。麻琴の家はかつて大金持ちだったが、母親を亡くしてからは没落してトレーラーハウスに住むほど貧乏になっていた。弟妹たちの面倒を見ている麻琴は、自分のやりたいことを我慢し、母親の代わりになれるよう努力してきたのだった。そこへ麻琴の父が再婚相手の森田順子を連れて帰って来た。五味家を没落させたのが当時雇っていた元家政婦の順子だと悟った麻琴は、バラバラだった家族の絆を取り戻すきっかけを作ってくれた恩人の順子に感謝の気持ちを伝えた。しかし、順子が浮気をしている現場を目撃し、強い不信感を抱く。順子に五味家を乗っ取られると感じた麻琴は、三田園に家事のテクニックを教えてくれるように頼み込んで、順子に家事対決を挑む。三田園の謎の修業に耐え、「痛み入りマスター」の称号とカツラを授与された。後日、順子との料理対決の最中、三田園の策略により五味家の家族の秘密が次々と暴かれ、麻琴は歌手になる夢を持っていたこと、弟妹たちの母親代わりになりたくなかったことを吐露してしまう。しかも、自分が守ろうとしてきた母親との思い出が詰まった豪邸はすでに売却済みだと知らされて意気消沈。三田園は、麻琴の母親との約束が書かれた思い出の落書きを白い布に写し取り、それを麻琴に破かせることで、母親との約束に縛られていた彼女の心を解放した。その後、自分の人生を歩むことを決意した麻琴は、歌手への夢のためオーディションを受けたが、あえなく落選する。家政婦紹介所に戻ってきた麻琴はスッキリした表情で、父と順子が本当に再婚したこと、五味家を壊した家政婦は順子ではなかったことを報告。昔の五味家の写真を眺めていた麻琴は、端に写っていた三田園らしき人物の後姿を見つけ、かつて五味家を壊したのは三田園だったと確信する。しかし、本人にははぐらかされてしまった。
恩田萌（おんだ もえ）
演 - 川栄李奈（第3シリーズ）
むすび家政婦紹介所に所属していた新人家政婦。第3シリーズの三田園のパートナー。
若いが家事のスキルは高い。勝ち気でプライドが高く、疑り深い性格。
依頼主の家庭の秘密を勝手に推理してしまう癖があるが、だいたい推理は外れている。裁判傍聴マニアである。
霧島舞（きりしま まい）
演 - 飯豊まりえ（第4シリーズ）
むすび家政婦紹介所に所属していた新人家政婦。第4シリーズの三田園のパートナー。
思ったことを悪気も無く口に出す性格（真理亜らからは「褒めているようでディスっている」と思われている）。三田園にも臆することなく年齢を訊ねるなど、肝が据わっている。
半グレの友人がおり、実はかなり口が悪い。
最終話で依頼人の春日虹子からバツ2（離婚歴2回）であることが暴露される。
本仮屋素子（もとかりや もとこ）
演 - 山本舞香（第5シリーズ / 第6シリーズ第5話）
むすび家政婦紹介所に所属していた新人家政婦。第5シリーズの三田園のパートナー。
通称は「もとやん」。一人称は「あたい」、口調はヤンキー。三田園に憧れて「姐さん」と呼び慕っている。服装はジャージ姿が多い。一般常識に疎く、小学生レベルの問題がろくに解けないぐらい勉強が苦手（第7話）。少女漫画を読み過ぎてこじらせ、恋愛経験はゼロ（第5話）。最終話で、出生の秘密に悩みヤンキーに走った過去が判明する。10月生まれ（最終話）。
第6シリーズ第5話ではむすび家政婦紹介所の姉妹店に異動していたことが判明。何故かライフル銃を所持しており、「金曜は必ず夜11時15分から仕事がある」と発言していたが、その直後に三田園に時間を停止され、『今日からヒットマン』の番宣であることをバラされていた。
矢口実優（やぐち みゆ）
演 - 桜田ひより（第6シリーズ）
むすび家政婦紹介所に新しく入ってきた新人家政婦。第6シリーズの三田園のパートナー。
20歳と若いが、納得できないことにはしっかり反論する。年齢の割に肝が座っており、光から「キミ、いくつ?」とツッコまれていた。
派遣された家庭の問題を冷静に分析し、特に男女関係や色恋沙汰については人生経験に裏打ちされたかのような意見を述べる。
三田園のセリフを奪って出しゃばることもある。
大門桜（だいもん さくら）
演 - 久間田琳加（第7シリーズ）
むすび家政婦紹介所に新しく入ってきた新人家政婦。第7シリーズの三田園のパートナー。
刑事（捜査一課長）の父と科捜研の母を持ち、テレビ朝日のアナウンサー試験に不合格の経歴を持つ。

### その他の前シリーズまでの登場人物
藤川蘭（ふじかわ らん）
演 - 柴本幸（第1シリーズ）
むすび家政婦紹介所に所属していた家政婦。他人の不幸話やゴシップネタが大好物。好き嫌いがはっきりしており、意見はきっちりと言うタイプ。
第3話でのえみりの話より、彼女よりは年上と思われる。
有沢春希（ありさわ はるき）
演 - 堀田茜（第1シリーズ）
むすび家政婦紹介所に所属していた家政婦。お金に困っており、過去には幾つもの修羅場を重ねたらしい。紹介所での噂や悪口が大好物。
第3話のえみりの話より、彼女より同年代か年下と思われる。
平野らむ（ひらの らむ）
演 - 椿鬼奴（第2シリーズ）
むすび家政婦紹介所に所属していた家政婦。男女間のゴシップネタが大好きで、自身も恋多き女である。
いつも服装は派手。年下の家政婦に対し、厳しく指導に当たっている。
早坂倫子（はやさか りんこ）
演 - 内藤理沙（第2シリーズ）
むすび家政婦紹介所に所属していた家政婦。若いながらも経験豊富で情報収集能力に長けている。キレると口が悪くなる。
第2話に登場した結婚詐欺師の吉村に騙され80万円を支払っていたが、そのことがきっかけで吉村の正体が判明した。

### ゲスト

#### 第1シーズン（2016年）

##### 第1話（S1）
小津鮫洋一郎
演 - 板尾創路
東京都知事。老人たちが住みやすいシルバータウンを作ろうとする。実は別荘に政党や建築会社から得た不正献金を隠している。それが暴かれた後、都知事を辞職し、黒幕の存在を記者会見で暴露した。
小津鮫清美
演 - 赤間麻里子
洋一郎の妻で元女優。洋一郎のために"理想の都知事の妻"を演じてきたが、本当はずっと我慢を強いられていた。陰で万引きを繰り返している。
小津鮫直太朗
演 - 柾木玲弥
洋一郎・清美の息子で大学生。周りの人間を見下しているが、洋一郎と飯塚との電話で裏口入学させられたことを知り、ショックを受け発狂する。
小津鮫美帆
演 - 畑芽育
洋一郎・清美の娘で私立の中学生。ワガママで小柄で童顔。えみりにパスタ料理を作るように言うが、土壇場で中華が良いと迷惑をかける。自作自演で父への脅迫状を書き、それを三田園に見られてしまう。また、そのことで弱みを握られ、家事をさせられた。昔みたいに笑顔で過ごせないことに非常に不満を持っている。
飯塚
演 - 蒲生純一
洋一郎の秘書。

##### 第2話（S1）
木杉舞
演 - 小林涼子
人気女子アナウンサーで愛称は「キスパン」。「お嫁さんにしたいNo.1女子アナ」。実はシングルマザーだが、自分の仕事を増やすためには、双子の子供の存在が邪魔だと考えている。生放送中に隠し子がいたこと、ストーカー事件は人気を得るための自作自演だったことを暴露され、観客に非難された上、出演番組はすべて降板となった。その後、母親と子供たちが引っ越した愛媛に行き、ローカル局のアナウンサーとして再出発する。
木杉登代子
演 - 山口智恵
舞の母。
木杉璃子
演 - 堰沢結衣
舞の娘で双子。
木杉優太
演 - 羽村仁成
舞の息子で双子。
司会
演 - 久保孝真（三拍子）
司会者。
野口正晃
演 - 松下洸平
劇団に所属する売れない俳優。ケーキ屋でアルバイトをしている。かつて舞と交際しており、舞から子供たちの父親だと言われ、子供たちの誕生日にケーキを贈った。舞に頼まれてストーカーのフリもしていたが、本当は子供たちの父親ではなかった。
中井達也
演 - 渡邉紘平
プロデューサー。舞が枕営業していた相手。
白岡一馬
演 - 弓削智久
プロ野球選手。舞と交際の噂がある。
アナウンサー
演 - 古畑星夏
舞のライバルアナウンサー。

##### 第3話（S1）
春日井福子（かすがい ふくこ）
演 - 夏木マリ
徳山家の家政婦長（大奥総取締役）。平成版春日局。18歳の冬に保護施設を追い出され、徳山家の門前に寂しく座っているところを先代の徳山社長（康介の父）に拾われ、家政婦として40年勤める。絶対的権力を持ち、康介の会社の経営方針にも口を出す。先代からオリジナルワインを渡されたが、それは安物にラベルを貼ったものと知り、2人ともに絶望し、かつてこき使われ解雇された家政婦たちと共に反逆して積年の復讐をする。徳山と一緒に脱税に関わったが、執行猶予がつく。
徳山康介（とくやま こうすけ）
演 - 小西遼生
「とくやまグループ」の社長。見た目は好青年だが、好色でえみり以外にも破廉恥行為を働いていた。見合い相手との結婚を断り、会社や家を売り払ってドバイに家を買い、再度家政婦を雇おうと考えていた。春日井のことを「かあさん」と呼ぶが、それは「家政婦さん」の略であり、実際は他の家政婦同様バカにしていた。春日井たちによって脱税を暴かれた。
坪田秋枝
演 - 阿南敦子
徳山家の家政婦。三田園やえみりの指導係的立場。春日井に従順だが、グラスの磨きを無駄にされて、三田園の指示の元、見合いでデザートに出すアイスクリームをわざと外に出して溶かしてしまう。
毛利
演 - 小杉幸彦
徳山の見合い相手の父（社長）。徳山に一方的に娘・さやかとの婚姻を断られる。
毛利さやか
演 - 鈴木アメリ
毛利グループ社長の娘で、徳山の見合い相手。しかし、お見合いの席で徳山から結婚を拒否される。

##### 第4話（S1）
勅使河原美津子
演 - 中村静香
勅使河原グループ社長・忠の若き継妻。旧姓：玉置。歳が40も離れている看護師で、病院に勤務している。忠への愛情を周囲に見せつける一方、高カロリーの食事を摂らせるなどの行動から、益美にはカネ目当ての再婚と思われ、紹介所の家政婦たちには後妻業を疑われる。だが実は、病気の老人に婚姻届を書かせて元気づける結婚セラピーをしていて、忠もその患者の一人であり、正式には結婚しておらず入籍していなかった。親切心から結婚セラピーをしていると思われたが、忠の容態が急変し、急いで婚姻届を提出して莫大な遺産を受け取ったことから、やはり後妻業をしていたことが最後に判明する。
勅使河原忠
演 - 森下哲夫
勅使河原グループの社長。入院中に看護師の美津子と知り合い再婚する。いつまでも親のスネを齧り続ける子供たちのことで頭を悩ませ、美津子との生活をスタートさせてからは子供たちに家を出て行くよう促した。三田園により子供たちの本性が暴露されて容体が悪化し、遺言状を残さず死亡した。
勅使河原益美
演 - 西尾まり
勅使河原家の長男・章一の妻。忠の遺産に強い執着心を持つ。美津子の行動を怪しく思っており、彼女の調査を三田園に依頼する。しかし自身は安達と不倫しており、三田園によってそのことを暴かれた後は3人ともに勅使河原家を追われる。
勅使河原章一
演 - 林泰文
勅使河原家・長男。益美の夫。優柔不断な性格。
勅使河原真吾
演 - 夙川アトム
勅使河原家・次男。美津子の身体を盗み見したり、部屋の盗聴を行ったりする。根暗な引きこもり。
安達裕一
演 - 管勇毅
忠の顧問弁護士。

##### 第5話（S1）
新田和臣
演 - マギー
自身の勤めていた会社が倒産し、それ以来空き巣を行っている。安藤家に侵入した際、なぜかアイリから父を演じるように頼まれる。本物の強盗の逮捕後、初犯であったため執行猶予の判決を受ける。
安藤アイリ
演 - 豊嶋花
安藤家の一人娘。当初、新田に拘束されるが、自力で解いた後に自分の父として振舞うよう新田に迫る。本物の強盗の逮捕後、両親でなく新田をお父さんと呼び抱きつく。
安藤隆利
演 - 桜井聖
アイリの父。弁護士。アイリに対して愛情がない様子。
安藤冴子
演 - 森谷ふみ
アイリの母。弁護士。

##### 第6話（S1）
金森八重子
演 - 浅田美代子
えみりの中学時代の恩師。かつての教え子から慕われていると思われていたが、実は教え子たちの弱みを握り脅迫して金を巻き上げており、教え子たちから恐れられていた。息子の一成が家を出て行き、教え子たちも自分から離れていってしまうという寂しさから、彼らから金を巻き上げることで自分に繋ぎ止めようとしていた。
金森一成
演 - 君嶋麻耶
八重子の息子。ミュージシャン。とある理由から母である八重子を見限り、家を出て行った。
涼子
演 - 沢井美優
八重子の元教え子。タレントとして活動するが、整形している事実を八重子に知られて脅される。八重子に縁切のお守りをあげ、神社の絵馬には縁切と八重子の死の願いを書いていた。
八重子の元教え子
演 - ねりお弘晃
警察官として勤務するが、かつて万引きしていた事実で八重子に脅された。賞味期限の切れたバームクーヘンを八重子にあげていた。
演 - 日野出清
次期町長に立候補する予定の政治家だが、過去に痴漢をして補導歴があることで八重子に脅されていた。

##### 第7話（S1）
松丸保志
演 - 温水洋一
老舗干物店「松丸商店」の六代目社長。先代が借金を抱えて逃げてしまったため、奮起して新商品「六代目の底力」を開発し、大ヒットさせて会社を救った。しかし、本当は先代を屋根裏部屋に匿い、死亡したことにして保険金を受け取り、それを元手に設備投資していた。先代の法事の最中、三田園の策略により親戚にすべてバレてしまい詐欺罪で警察に連行された。工場は閉鎖され家も売りに出されて、一家で再出発を図る。
松丸保晴
演 - 温水洋一（二役）
「松丸商店」の五代目社長。8年前に借金により会社を傾かせて失踪し亡くなったとされていたが、実は屋根裏に閉じこもっていた。親子で密かに新商品を開発し、ヒット作を生み出した。三田園の策略により、法事の席で本人が生きていることがバレて、親戚中から非難され、警察に連行された。全てを失ったが、孫娘りんの明るい笑顔に慰められ、お天道様が拝めるだけでも良いと思い直し、再出発を誓う。
松丸聖子
演 - 濱田マリ
保志の妻。ぎっくり腰になり、法事の準備が出来なくなったため家政婦を依頼した。先代が屋根裏で生きているのを三田園たちに察知させまいと、物音がするのは幽霊の仕業だと話すが、三田園に看破されてしまう。
松丸りん
演 - 新井美羽
保志・聖子の娘。初対面の三田園に「おじちゃん?おばちゃん?おじちゃんおばちゃん?」と聞くなど、物怖じしない明るい性格。時々、寝ている間に誰かに見られているような気がしたり頬を触られたりするのは、死んだお爺ちゃんたちの幽霊が守ってくれているからだと信じている。
小森タキ
演 - 松本海希
「松丸商店」の従業員。
大村大蔵
演 - 春延朋也
「松丸商店」の従業員。
松丸保子
演 - 上村依子
保晴の妹。

##### 最終話（S1）
富田その子
演 - 片瀬那奈
自宅で女性磨き教室を開き「カリスマ主婦」と呼ばれ人気を博している。しかし、実は受講生に投資話を持ち掛けて金を巻き上げ、投資詐欺で得た資金でホスト遊びをしていた。夫の健吾が家を出て行ってからも彼を待ち続け、彼のポイントカードを貯めていた。だが、三田園によって資金をホストに貢いでいたことが受講生たちの前で暴かれ、夫を待ち続けているのは「捨てられたと認めたくないだけ」と言われ、挙句の果てにはポイントカードを切り刻まれた。激怒して三田園たちをクビにするが、直後に金の無心にきた健吾を殴り、彼との別れを決意した。
富田毅
演 - 田中偉登
その子の息子で健吾の連れ子。父親が家を出て行ってからは血の繋がりのない母・その子と二人暮らしをしている。実は女装癖がある。幼いころ、父親と相撲をとった想い出があり、それを知った三田園は父親のフリをして毅と相撲をとった。女装癖のことで悩んでいた彼に、三田園は「堂々と胸を張って生きなさい」とアドバイスをした。
大森
演 - 街田しおん
中林
演 - 笠木泉
小木康江
演 - 小林きな子
その子からカルチャースクールを共同経営する話を持ちかけられ、出資金100万円を支払う。
富田健吾
演 - 田中直樹（特別出演）
10年前に家を出て行ったその子の夫。毅の実父。自宅に飾られていた家族写真の健吾の顔は三田園とそっくりで、えみりは三田園がその子の夫だと勘違いしていた。実は、その子が写真を加工していたため、健吾の顔がたまたま三田園の顔に瓜二つとなっていただけであった。その子とは密かに電話で連絡を取り合っていて、たびたび金を無心していた。終盤、三田園からの嘘のメールで自宅に呼び出され、その子に金を要求するが、殴られて別れを切り出される。
三田園康江
演 - 榮林桃伽（回想シーン）
三田園の妹。家政婦の仕事をしていて、いつも兄を励ましていた。三田園がとある大物政治家のスキャンダルを掴もうとして、康江を家政婦として政治家の家に潜り込ませたが、一ヶ月後に階段から転落して死亡してしまう。いくつか不自然な点もあったが、あっさり事故死と断定された。彼女の死をきっかけとして家政夫・三田園薫が誕生したと語られるが、終盤、この過去話は三田園の作り話であったことが明らかになる。しかし、エンディングで三田園は康江が死亡した場所に献花をし、妹へ想いを馳せているので、何らかの事情で妹が亡くなったことは事実のようである。

#### 第2シーズン（2018年）

##### 第1話（S2）
花沢進助
演 - 橋本じゅん
花沢ネジ製作所の社長。"従業員は家族だ"と言うほど善良な好人物と思われていたが、実は女遊びが好きで、従業員は全員彼の隠し子だった。ライバル会社にど根性ネジの特許を譲渡し、工場を売り払って大金を得ようとしたが、三田園の策略により失敗し、全てを失う。しかし、社員や妻の美千代が彼を見捨てずに帰ってきたことにより、再度やり直そうと決意する。
花沢美千代
演 - 森脇英理子
社長を支える献身的な妻と思われたが、実は岡田と浮気をしていた。進助から融資を取り付けてくるように脅され、怒りを抑え込んでいた。
久米島勉三
演 - 野添義弘
花沢ネジ製作所の古株社員で家政婦を頼んだ依頼人。足が動かず労災認定されていると思われたが、実は嘘だった。
葛西雅樹
演 - ジェシー（SixTONES / ジャニーズJr.）
花沢ネジ製作所の若手社員。実は進助の隠し子で、母を弄んだ父親に復讐するため、ネジの強度を測定する機械の数値を偽装していた。
岡田秀一
演 - 是近敦之
花沢ネジ製作所に融資をしている銀行の営業マン。花沢ネジ製作所の経営が芳しくなく、融資を渋っている。密かに美千代と不倫をしている。

##### 第2話（S2）
矢吹理沙子
演 - 矢田亜希子
依頼人。夫の研一に愛想をつかしており、ルミに浮気の偽装をするように依頼した。吉村と不倫していたが、三田園の策略により吉村が結婚詐欺師であることに気付き、口封じに殺されそうになる。最後は研一と仲直りしたが、また別の人物と浮気しようとしている模様。
矢吹研一
演 - 近藤公園
理沙子の夫。真面目な性格だが、自分の行動が空回りしてしまうことがある。ルミの策略に引っかかり、不倫していたかのような証拠を撮られる。そのため麻琴には嫌悪感を持たれてしまう。
吉村
演 - 迫田孝也
研一の行きつけのバーの常連仲間で弁護士をしている。理沙子の不倫相手。実は結婚詐欺師Yの正体で、理沙子を殺そうとするも失敗。逃げようとしたが、三田園により囚われ、矢吹家の門に亀甲縛りされる。
ルミ
演 - 片山萌美
理沙子から研一と不倫をしているように偽装するよう指示される。しかし、三田園たちに阻まれ失敗する。

##### 第3話（S2）
三島孝文
演 - 戸塚純貴
病院内のコンビニでアルバイトをしている官能小説家。ペンネームは「すっぽんミシマン」。浅野家へ結婚の挨拶に向かう途中、強盗殺人犯・海老和俊とぶつかり、自身のお土産を入れたバッグと、海老が持っていた血の付いた凶器、服、1億円近い現金の入ったバッグが入れ替わってしまう。そのことが気になって挙動不審になり、失敗ばかりしてしまう。殺人事件現場に残されたダイイングメッセージのせいで堅一に殺人犯だと疑われるが、最終的に無実が証明された。
第6シリーズ第三話にて、「三田園の忘れられない人」に挙げられた。
浅野堅一
演 - 升毅
定年を迎えた殺人課の刑事。真実の父親。かなり厳格な性格で、家族には窮屈な生活を強いてきた。甘いもの好きでお気に入りはチーズケーキ。唯一の趣味はボトルシップ。長年追ってきた連続殺人事件の犯人が娘の婚約者・三島だと思い込み、彼を追い詰める。実際、音楽家である被害者が残した「EB」というダイイングメッセージをE＝ミ、B＝シと解釈し、犯人が「ミシマ」であると思い込む（被害者は実際は「EBI」と書きたかった）。しかし、三田園の策略により三島の無実が証明されると同時に家族の秘密を知り、ショックを受ける。実は官能小説のファンで、三島の小説を暗唱するほどの熱心な愛読者であったため、三島の無実が判明後、「新作は一番先に読ませること」を条件に真実との結婚を認めた。
浅野加奈子
演 - 橘ゆかり
真実の母親。堅一の後輩刑事・辻本に貢いでおり、彼のスーツや高級時計などを購入するために、闇金から借金をしていた。
浅野真実
演 - 藤井美菜
三島の婚約者。父が大切にしていた金メダルを模造品とすり替え、本物をネットオークションで売って現金を手に入れていた。
辻本隆一
演 - 池田良
堅一の後輩刑事。加奈子から言い寄られ、スーツや高級時計などを貢がせていたが、後に制裁として三田園の策により、自身が加奈子の借金490万円を肩代わりすることになる。

##### 第4話（S2）
山脇美子
演 - 黒田福美
女性社長。美容効果があり健康にも良い「食べられる石鹸」を開発。自分の身内の中で誰が遺産を相続するのに相応しいか見極めるためにゲームを画策するが、自身はその間、棺桶の中で死んだふりをしていた。しかし三田園の策略により、実際は経営赤字で粉飾決算していることが判明する。危うく本当に火葬されそうになるが救われ、家族共々再出発を決意する。
山脇千香
演 - 遠山景織子
美子の娘。若いヒモの男性に貢いでいる。
山脇光太郎
演 - 山本浩司
美子の息子で千香の弟。3000万円の借金があり、遺産で返済しようとしていた。
山脇さとみ
演 - 永井若葉
光太郎の妻。
山脇由香里
演 - 吉川愛
光太郎の娘。美子に対して従順な孫娘の姿を見せていたが、実際は金づると思っていた。
山脇優子
演 - 天野はな
美子の早逝した娘。彼女の霊が秘書の沢口に姿を変え、母を助けることになる。
沢口真奈美
演 - 雪中梨世
本物の山脇美子の秘書。美子が死んだふりをする計画を考えた。物語の終盤までアパートのトイレに閉じ込められていた。
島茂子
演 - 島茂子（最終話）
冒頭のカラオケバーで歌っていた歌手。最終話では五味麻琴が受けたオーディションの審査委員長として登場し、「若い芽は摘んでおかないとね」と言って落選させる。
第3シリーズでは三田園曰くドサ回りに邁進しており、さらには腰痛でライブをドタキャンした趣旨のネットニュースが顔写真付きで掲載されている。
林家ペー、林家パー子
演 - 本人
冒頭のカラオケバーのお客さん。

##### 第5話（S2）
木口一美
演 - 佐藤仁美
森品の弟子であり家政婦。作品を盗作されたことで森品と言い争い、頭を打った森品が記憶を無くしたため、森品になりすまそうとする。
森品千恵子
演 - 宍戸美和公
一流企業のロゴやポスターを手掛け、数々の受賞歴もある有名デザイナーだがアイデアが枯渇しており、弟子の作品を盗作していた。木口と揉めた際に頭を打って一時記憶喪失となる。
バニラアイスが好物。
岡見隆太
演 - 須田邦裕
広告代理店社員。だが実は森品の盗作疑惑を取材するために彼女の家に上がりこんでいた、週刊誌記者。実は森品の大ファン。

##### 第6話（S2）
望月ルナ
演 - 鳥居みゆき
ミラクルポンという恋愛占いで的中率99.9%を誇り、女性に大人気の占い師。カリスマ的な人気を誇っていたが、実は自身が経営するホストクラブのホストを仕込んで占いが当たるよう工作していた。脱税をしていて自宅に札束を隠している。三田園によりすべて暴かれ、刑事告訴された。その後、路上での占いで再出発を図る。三田園の過去を的中させていたので実力は本物の様子。
内山田洋子
演 - 東風万智子
ルナを詐欺で追い詰めようとする週刊誌記者。しかし、ルナと恋人同士であり、裏では結託していた。
伊丹一郎
演 - 安村典久
ルナの部下（秘書）。
伊丹二郎
演 - 和合真一
ルナの部下（秘書）。
未来
演 - 岩崎未来
車椅子の少女。ルナの占いを信じる健気な少女に見えたが、実は三田園に雇われて足が不自由な演技をしていた。
田楠納
演 - 松澤仁晶
東京国税局の職員。
ホスト達
演 - 宇賀神亮介（タカシ）、栄信（ヒデキ）など
ルナが経営するホストクラブの従業員。三田園を襲いルナの脱税の証拠を収めたカメラを奪うが、三田園に一喝され逃げる。
実はルナに雇われ占いが当たったように工作していた。しかし三田園の策略により、騙していた女性たちにバレて責められることになる。

##### 第7話（S2）
メアリー・アニンストン
演 - ナタリー・エモンズ
シカゴからやってきた老舗高級旅館・清蓮荘の新女将。時江の差金で従業員から冷遇される。買収に反対しているが、シカゴ・コンサルティングファームの元社員だということがわかり、スパイと誤解される。
実は喜一郎が作った旅館の隠し財産を暴こうとしていた。三田園の策略で恩田親子が旅館を追われてから正式に女将となり再出発を図る。
日本語が堪能で日本のしきたりなどにも精通している。
恩田時江
演 - 岡本麗
喜一郎の妻。清蓮荘の女将。亡き夫の隠し財産を受け継ぎ、清蓮荘を岡崎に売却しようとしている。従業員の給料を安く抑えるなどのパワハラをしている。
三田園の策略で偽高級料理だと生放送番組で暴露されて女将の座を追われることになり、良彦と共にハワイに移住する。
恩田良彦
演 - 坂本真
喜一郎と時江の息子。オーナーといえども名ばかりで、時江がいないと何もできない。三田園に恋心を抱く。
恩田喜一郎
演 - 大林丈史
隠し財産を作り始めた先代のオーナー。幼いころのメアリーや客に偽高級料理を食べさせていた。メアリーをオーナー兼女将と遺書で指名するが、実はタダで働いてもらえるからという理由だった。これがメアリーの怒りを買ってしまう結果となる。
つぐみ
演 - 富永沙織
旅館の従業員。
渡辺
演 - 池浪玄八
旅館の番頭。
里島
演 - 岡田正
旅館の板長。
岡崎健作
演 - 谷仲恵輔
清蓮荘買収を企てる投資家。スティーブを同伴して清蓮荘の下見に訪れる。生放送で清蓮荘が不正をしていたことを知り、買収話を解消する。
スティーブ・ボンド
演 - ゼガ
岡崎のパートナー。岡崎と共に清蓮荘を訪れ、アメリカ料理が食べたいと無理難題を言い、おもてなしの質を試そうとする。シカゴ・コンサルティングファームの社員。
赤ペン瀧川
演 - 瀧川英次（本人役）
旅行番組の司会者。

##### 最終話（S2）
森田順子
演 - 若村麻由美
麻琴の父・隆志が連れて来た再婚相手。かつては五味家の家政婦だった。実は五味家の土地を手に入れ売却して儲けようとしている悪女で、不動産売買業者の武井と浮気している。五味家の豪邸の二階に人の気配を感じ、前妻が隠れているのではないかと疑念を持つ。自分に対し敵対心を持つ麻琴を家から追い出そうと、弟妹たちを手懐け、麻琴を孤立させる。麻琴に挑まれた料理対決では優位に立つも、三田園の策略により順子の秘密が暴かれ、隆志を騙していたことがバレてしまう。しかし五味家の豪邸はすでに売却済みだと知らされ、武井にも振られる。後日、弱った彼女を放っておけなかったという隆志と和解し、正式に再婚する。
五味隆志
演 - デビット伊東
麻琴の父。かつては五味グループの代表だったが、ある家政婦に会社や家族の秘密を暴露され没落した。妻とは死別し、再婚相手として、かつて五味家の家政婦をしていた順子を自宅に連れてくる。妻に先立たれて以来、女に騙されやすく何度も失敗している。妻が健在だったころに一家で暮らしていた豪邸も3000万円という破格の値段で売却し、女に貢いでいた。順子にも騙されていたことを知るが、彼女に惚れていたため、最終的に順子と再婚する。
五味夏海
演 - 前野えま
麻琴の次妹。
五味優奈 / 五味安奈
演 - 森山のえる / 小林有希
麻琴の双子の妹。
五味信二 / 五味健太郎
演 - 浜田神楽 / 田野井健
麻琴の弟たち。
五味真理子
演 - 岩佐優弥（回想出演）
麻琴の亡母。生前に"五味家の約束"として3つの約束事を壁に書き記しており、その約束が麻琴の心をずっと縛り続けていた。かつて五味家を壊してくれた恩人の家政婦は記念写真の人物（森田順子）だと麻琴に教えたが、それは真理子の勘違いだった。
武井康敏
演 - 内浦純一
不動産業者。順子の浮気相手。五味家の土地を手に入れ儲けようとしていたが、儲け話が立ち消えになったと知り、順子を手酷く振る。
渋垣先生
演 - 安齊肇
作曲家、五味宅の買主。かつて真理子の部屋だった2階の一室に籠り作曲活動を続けている。

#### 第3シーズン（2019年）

##### 第1話（S3）
丹波幸之助
演 - 大和田伸也
丹波フーズ会長。戦後に丼専門チェーン『丼・来放題（ドン・キホーダイ）』を興し成功。個人資産800億と言われる大富豪となった。通称「豊洲のドンタン」。ロボット犬のラブを可愛がっている。
1ヶ月前に妻のユリアと結婚してから命を狙われていると感じ、三田園たちに犯人を捕まえるよう依頼する。しかし、実は疑心暗鬼に陥っていただけで、関係者は皆、80歳になる幸之助の体を本当に心配していた。三田園の策略により、幸之助は実は替え玉であり、本当は55歳の"中島みのる"であることがバレてしまう。余命宣告を受けた本物の幸之助から頼まれて替え玉を引き受けたが、その真実を知った関係者は皆彼の元を去る。しかし、妻のユリアは戻ってきて幸せな生涯を送る。
丹波ユリア
演 - 太田莉菜
幸之助の若き妻で新婚1ヶ月。通称「ユリリン」。現役のスーパーモデルとして世界中を飛び回っている。幸之助とは60歳の年齢差があるため、財産目当てで結婚し、幸之助の命を狙っていると思われていた。しかし本当はアラブの大富豪の娘で、幸之助との結婚を許してもらうために父親の会社を手伝っていたことが判明する。幸之助が替え玉だったことを知っても彼を愛し続け、数か月後に二人の子供を妊娠する。
月岡守
演 - 山本圭祐
幸之助の自叙伝を執筆するために長期密着取材している記者。後に発売された自叙伝の中で、三田園のことを「極悪家政婦M」と書いている。
勅使川原潔
演 - 二階堂智
顧問弁護士。
森下智成
演 - 帆足健志
幸之助の秘書。
丹波貞雄
演 - 三井善忠
悦代の夫（婿養子）。丹波フーズ専務。
丹波悦代
演 - 大島さと子
幸之助の実妹。丹波フーズ社長。

##### 第2話（S3）
三ツ輪公子
演 - 青山倫子
父親から引き継いだ「ミツワハム」を経営する美人社長。三ツ輪家の長女。
その美貌を活かして会社の業績を伸ばしていると思われたが、実は父親の代から赤字の上、全身整形に財産を使ってしまい、会社は倒産寸前。会社を立て直すために玉の輿婚を狙い、裕福な独身男性の前で靴を片方残して去る、という方法で神山を釣り上げる。
三田園の策略により、自分を後継者に指名した父親の遺言は偽装したものだと発覚し姉妹は大喧嘩となり、会社の重役たちからも見限られてしまう。
神山の真の目的がミツワハムの買収だったことを知りショックを受けるが、姉妹で結託し、神山の社長就任式でミツワハムの本当の業績や神山の本性を暴露して復讐を果たす。
三ツ輪沙織
演 - 知花くらら
ミツワハムの美人副社長。三ツ輪家の次女。姉・公子と共に全身整形をしている。姉の玉の輿婚をサポートしていると見せかけ、自身が神山を落とそうと誘惑する。銀行員の鳥羽とも関係を持ち、姉を社長の座から引きずり降ろす計画を立てている。
ミツワハムが買収され、鳥羽が加担していたことを知りショックを受けるが、神山の社長就任式で鳥羽の本性を暴露し復讐を果たす。
神山章一
演 - 桐山漣
資産100億と言われる神山総合物産社長の一人息子。公子の靴を拾ったことから、三ツ輪姉妹の猛アプローチを受ける。結果的に秘書の佳乃を選ぶが、実は彼女を騙して会社の財務状況を聞き出すのが目的だった。
ミツワハムを買収し、その手腕が認められて社長就任式に挑むが、三ツ輪姉妹に自身の汚い人間性を暴露されて信用を失う。さらにその様子をネットに流され、会社の株が大暴落する。
佳乃（三ツ輪佳乃）
演 - 水島麻理奈
三ツ輪姉妹の秘書。太っていて不器量な容姿をしている。姉妹から冷遇されているが、本当は三ツ輪家の三女。
神山から告白され、姉たちを裏切って彼と付き合う。資金難で自分だけ整形できなかったことや姉たちからこき使われていたことを恨み、ノートに呪いの言葉を書きつけていた。神山に利用されていたことを知りショックを受けるが、姉たちと共に神山の本性を暴露して復讐を果たす。

##### 第3話（S3）
内部忠
演 - 小堺一機
内閣官房長官。「1を聞いて10を悟る」が信条で、忖度こそが一番大事だと考えている。次期総理大臣になるため、現総理の言うことは何でも聞いて忖度してきた。総理大臣医薬化学賞を受賞した新薬は偽物だと報道されることを知り、対応に追われることとなる。総理大臣医薬化学賞は、実は総理のスキャンダルを隠蔽するための目くらましとして新設されたことを知っていながら、そのことを隠してきたことに罪悪感を感じていた。向井が仕込んだ新薬を飲んでしまい、副作用のせいで溜め込んでいた本心を吐露してしまう。絵里の言葉を聞き、家族に辛い思いをさせてきたことを悔やみ号泣する。そして総理のスキャンダルの証拠や、内部が隠蔽していたものの証拠を近藤に託し、全てを記事にするように依頼した。
岡本正英
演 - 東根作寿英
官房長秘書官。優秀な秘書だが、内部に対してかなりの不満を抱えている。
落合康介
演 - 大堀こういち
新薬で総理大臣医薬化学賞を受賞した大学教授。総理の長年の友人。新薬には若返りの効果があるとされていたが、実はデータを改竄して効果があるように見せ掛けていた。新薬には「ストレスを感じると感情を抑えられなくなる」という副作用があることを向井から知らされる。
向井圭介
演 - 佐伯新
落合教授の部下。准教授。新薬のデータ改竄の罪を落合教授に擦り付けられそうになり、包丁を持って内部家に押し入る。また報復のため新薬を内部たちが飲むお茶に混入させた。
近藤翔太
演 - 嘉島陸
絵里の家庭教師。実は記者志望で、内部が隠している秘密を暴こうとしていた。
内部絵里
演 - 川北のん
内部の娘。父が総理大臣になるために沢山の嘘を付いていることに気付いており、心を痛めている。
矢那公平
演 - 国枝量平
現職の内閣総理大臣。落合教授とは長年の友人。データ改竄問題が浮上しても内部に忖度を要求する。

##### 第4話（S3）
玄角厳吾
演 - 山崎一
私情を挟むことを良しとせず、被害者が裁判中に発言することすら許さない厳格な裁判官。口癖は「お黙りなさい!」。家庭内でも生活態度に厳しく、家族には窮屈な生活を強いてきた。自宅の物置から名前入りの血の付いたバットを発見し、裁判中の強盗事件の犯人が娘ではないかと疑う。三田園の証言により、法廷で玄角家の家族の秘密が暴かれ、正子の疑いは晴れるが、自分は赤ちゃんパブに通っていたことを暴露されてしまう。そして、今まで「正しいこと」に囚われ過ぎて家族や被告人を苦しめていたことに気付いて反省し、それからは一皮剥けた裁判官となる。
玄角優美子
演 - 中島ひろ子
厳吾の妻。ギックリ腰になったために家政婦を依頼した。大人しく夫に従っているように見えるが、毎週日曜日には「腰痛の通院」と称し、派手な服に着替えて谷口と密会しており、高額なブランド品を貢いでいる。
玄角正子
演 - 矢作穂香
厳吾の娘。大学生。裁判官になるため勉学に励んでいるように見えるが、実は女子プロレスラーに憧れており、父親からは宝石強盗を計画していると誤解されてしまう。
玄角公平
演 - 田中奏生
厳吾の息子。中学生。自分だけが父に叱られていると不満を抱いており、イタズラ書きや自宅へのイタズラ電話をしている。
山田杜夫
演 - 瀬戸将哉
宝石強盗事件の被害者。
布施逸郎
演 - 久松龍一
宝石強盗事件の被告人。最終的に自白する。
野川真一
演 - 竹森千人
宝石強盗事件の検察官。玄角がいつまでも有罪判決にしないことに不満を持ち、脅迫メールを送っていた。
谷口晴樹
演 - 佐野和真
布施の弁護人。真犯人に関する証人として三田園を法廷に呼ぶが、優美子と密会して高級品を貢がせていたことを暴露されてしまう。

##### 第5話（S3）
筧真子
演 - 安達祐実
真奈美と瓜二つの女性。不動産会社の社員を名乗り、梅小路家を訪れて「家を売って欲しい」と申し出る。なりゆきから梅小路家に泊まることになるが、長女の弥生には猛反発されてしまう。梅小路家の宝を狙っているような怪しげな行動を取り、三田園や萌に疑われる。実は真奈美とは1年前からの知り合いで、真奈美の身に何かがあった時に後を頼まれていたために、身元を偽って梅小路家を訪れた。誤解が解けて梅小路家を去ろうとする真子に、弥生は母の面影を見る。実は真子の体に真奈美の霊が憑依していて、家族を見守っていた。
梅小路悠一
演 - 長谷川朝晴
梅小路家の主。大学で考古学の教授をしつつ二人の娘を育てている。古美術品の購入代金として、家族に内緒で1億円の借金を作っていたことを三田園に暴露される。梅小路家の宝の壺は、それとは知らずに、リサイクルショップへ800円で売却していた。
梅小路真奈美
演 - 安達祐実（二役）
悠一の妻で、弥生と葉月の母。弥生と喧嘩した当日に買い物に出かけた際に交通事故に遭い、命を落とした。実はデイトレーダーで巨額の資産があり、自分の身に何かがあった時に家族に資産を渡せるように、知り合いの真子に頼んでいた。
梅小路弥生
演 - 根岸姫奈
梅小路家の長女。亡くなった母にそっくりな真子の存在を受け入れられず、反発する。母にタピオカミルクティーを買ってくるように頼み、その際、彼女が交通事故に遭ってしまったため自分を責めていた。それ以来、タピオカが嫌いになる。
梅小路葉月
演 - 前田織音
梅小路家の次女。母と瓜二つの真子を見て「お母さんが帰ってきた」と喜び、真子を「ママ」と呼び懐いてしまう。
槙村
演 - 篠田光亮
不動産業者。梅小路家の家を売ってほしいと交渉するが断られる。実は昭恵に誘われ、梅小路家の宝と家を手に入れようとしていた。
昭恵
演 - 野村真美
近所に住む真奈美のいとこ。真奈美の死後、梅小路家の世話をしている。実は槙村と共謀して梅小路家の宝を手に入れようと画策している。

##### 第6話（S3）
丸山武
演 - 小林隆
家庭では空気扱いされている会社員。癌で余命半年と宣告されるが、会社を辞めた後に別の患者と間違われていたことがわかる。余命宣告を受けてから家族に優しくされたことが忘れられず、誤診のことを2日だけ黙っていて欲しいと三田園に頼む。家族と幸せな一時を過ごしていたが、三田園の策略により、実は家族は自身の保険金を狙っていたことを知ってしまう。ショックのあまり、家族を困らせて父親の存在意義を示そうと画策するが失敗。しかし、家族が父親の大切さに気付いてくれたことから、家族に嘘を付いていたことを後悔し謝罪する。その後、家族で喫茶店を開業し、人気店となる。
丸山雅子
演 - ふせえり
武の妻。夫の死後、彼の保険金を使って、値下がりした豪華客船の世界一周旅行を計画していた。
丸山清
演 - 渕野右登
丸山家の長男。長い間引きこもっていたが、父の余命宣告を受けて引きこもりをやめ、働く決意をする。しかし実は父親の保険金を使ってメイド喫茶を開業しようと計画していただけであった。「メイドは生きる活力」と言うほどメイドが好きで、"理想のメイド"の三田園を好きになる。ほうれん草が苦手。
丸山紗英
演 - 黒崎レイナ
丸山家の長女。父親の保険金を留学費用に使おうとしていた。かつてバイトテロを起こしており、交際中の和也に弱みを握られている。ピーマンが苦手。
岸田和也
演 - 平埜生成
紗英の恋人。闇金に多額の借金をしており、SNSに投稿された誤報を見て、丸山家の保険金で返済しようと家に乗り込んできて暴れるが、駆けつけた警察に逮捕される。
峯田院長
演 - 荒川大三郎
武が通院している病院の院長。癌による余命宣告は、若い医師が別の患者の検査結果を取り違えていて、誤りだったことを武に謝罪する。
吉村真弓
演 - 荒井レイラ
武が勤務する会社のOL。武が会社を辞めた後、荷物を自宅まで届けにくる。
大野部長
演 - 大内厚雄
武が勤務する会社の上司。武にパワハラをしており、彼が会社を辞めるきっかけとなる。

##### 第7話（S3）
黒部静子
演 - 黒谷友香
英雄の妻。夫の不倫釈明会見では見事な対応を見せ賞賛される。夫から冷遇されているが耐え忍び、夫の不倫の証拠をあっさり処分してしまう。夫の不倫相手・愛子を夕食に招待し、彼女が年齢・経歴詐称していることを暴露して強かな一面を見せ、夫から離婚を切り出される。三田園によって、英雄に巨額の保険金を掛けていたことや頻繁に預金を降ろしていたことが明らかにされる。さらに若い男に現金を渡している場面を英雄と三田園に目撃され、写真を撮られる。
後に愛子が静子に脅迫されたと訴え、英雄と共に謝罪会見を行う。英雄の策略により、男に現金を渡す写真がマスコミの手に渡るが、実はこの男は愛子の兄であり、英雄の不倫関係解消の手切金を渡していたことが明らかとなり、英雄は静子に謝罪しは和解する。
後日、三田園が請求書を届けに来た際、静子が毎日手作りして英雄に飲ませている特製ジュースには毒草が入っていること、夫と息子には血縁関係が無いこと、そして静子の本当の目的は、保険金をもらい息子を一生不自由なく育てることだったと三田園に言い当てられる。
黒部英雄
演 - 大澄賢也
静子の夫。元レスリング日本代表。現在は明京大学レスリング部の指導者として活躍しているが、マスコミから不倫疑惑で追及され、事実無根だと釈明会見を行う。しかし、本当は教え子の愛子と不倫しており、愛子を「ラブたん」と呼んでいる。
完璧すぎる妻を不気味に感じていて、離婚を有利に進めようと画策する。実は複数の教え子やマネージャーとも不倫していたことが明らかになる。
黒部巻雄
演 - 森島律斗
英雄と静子の息子。
最上愛子
演 - 青山めぐ
英雄の教え子。英雄と不倫しており、英雄を「クロベー」と呼んでいる。静子に夕食に招待され、英雄との関係をカミングアウトするが、年齢・経歴詐称していたことを静子に暴露される。その後、静子に脅迫されたとして涙ながらの会見を開き、静子を貶めようとする。
片桐理一
演 - 津村知与支
英雄の顧問弁護士。
梅津美香
演 - 風見梨佳
英雄のマネージャー。英雄と不倫していたが、静子に手切金をもらって別れたことが発覚する。英雄からは「みーたん」と呼ばれている。

##### 最終話（S3）
ケビン小須田
演 - 宇梶剛士
伝説的バンド「ハングリーズ」のボーカル。本名は「田畑はじめ」。ファンはライスと呼ばれている。
先日ライブをドタキャンし、「次はドームだ」と宣言して話題となっていた。事務所へ脅迫状が届くが、意に介さずライブを強行しようとする。ドーム側にライブの中止を宣告されたものの、三田園の手配により別の会場でライブが行われるが、ライスが1人もいなくなっていることを知る。さらに代表曲「おふくろロックユー」の権利を譲渡してしまったことをメンバーに知られ、仲違いしてしまう。しかし「一番のファン」の奈緒美の言葉により、自身の行いを反省し、奈緒美のために無人の会場でライブを行い、その様子が動画サイトにアップされ、再び世間の注目を浴びる。また、メンバー全員で出版した本の売り上げで、「おふくろロックユー」の権利を買い戻す。
田畑奈緒美
演 - 朝倉あき
ケビン小須田の娘で「ハングリーズ」のマネージャー。だいぶ前からライスが居なくなっていることを知っており、それを父に悟られないようにファン役のエキストラを雇っていた。そのせいでお金が無くなってしまい、巨額の費用が掛かるドームでのライブを阻止しようと、東郷と協力して光を監禁し脅迫状を書かせる。
トニー
演 - 冨家規政
「ハングリーズ」のキーボード担当。ケビンのワンマンさに嫌気がさし、一度はバンドを脱退しようとするが、戻って来てバンドを続けることにする。実はベンと共に暴露本を出そうとしていた。
ベン
演 - 春海四方
「ハングリーズ」のドラム担当。トニーとバンドを脱退しようとしていたが戻ってくる。実はトニーと共に暴露本を出そうとしていた。
東郷信八
演 - 川島潤哉
「ハングリーズ」の所属する事務所の専務。『ハングリーズ』の実情を知っており、ドームでのライブを阻止するために、光を監禁し脅迫状を書かせていた。
飯田華瓶
演 - 横山歩
「ハングリーズ」のファンの孫。祖父の影響でバンドのファンになった小学生。手紙を書いてケビンやメンバーを励ましていたが、実は奈緒美が高額なギャラを支払って雇ったファン役のエキストラ。

#### 第4シーズン（2020年）

##### 第1話（S4）
岩瀬和夫
演 - 尾美としのり
国会議員。次期環境大臣に内定しており、通称“Mr.クリーン”と呼ばれている。糠床に素手で手を入れるのが嫌い。息子の事故をすぐに報告しようとしたりクリーンであろうとするが秘書の金井に揉み消すよう吹き込まれるが事故被害者側が自分たちに非があると考え直した事で九死に一生を得る。その後はクリーンであることに固執するあまり家族を一切信じず、妻が男漁りをしていたり息子が半グレ集団に加わっていると信じ込み副総理に言われるまま息子を勘当しようとした。実際は副総理に上手く使われヤクザが関わる餅つき大会の名簿の証拠隠滅を知らぬうちにさせられた挙げ句隠蔽の主犯格として週刊誌にリークされる、環境大臣として計画している内容がイラスト屋の素材と"木を植えれば緑が増えてみんなハッピー"と書かれた１枚だけの計画書であるなど、ただ悪事を考える能力がないだけの中身もない政治家だった。この体たらくを見た金井に愛想を尽かされるが、思わず事態のもみ消しを頼み込んだ上自身が上級国民であると怒鳴りつける始末であった。これを見た妻と息子も愛想を尽かし家を出ていってしまう。しかしその後はクリーンであるために家族を捨てるなど馬鹿げていたと反省、三田園が復元した餅つき大会の名簿を副総理に突きつけ謝罪するように要求し、後ろ盾に総理が付いていると脅す副総理を呼び捨てし一喝。餅つき新年会で反社と盃を交わす副総理の姿が写った写真を見せて恫喝仕返した。その後テレビの取材では具体的な内容を話しつつエコを目指しプロギングの認知度の上昇を試みると答える等清濁を併せ呑んだ一皮剥けた様子を見せていた。
岩瀬美沙子
演 - 渡辺真起子
和夫の妻。ママ活を行っていると思われていたが、大臣を支える妻としてのセミナーをしており、和夫の女性ファンを増やしていた。
岩瀬浩一
演 - 細田佳央太
和夫の息子。オレオレ詐欺など反社との繋がりがあると思われていたが、実際は夜道でも安全なように反射素材を老人たちに配っていた。
金井
演 - 清水伸
和夫の秘書。
笹井宗助
演 - 井上肇
副総理。
豊川葵
演 - ボブ鈴木
薬剤師。浩一が起こした交通事故の被害者。車に乗ると人が変わる性格で、ドライブレコーダーに映る姿は強面も相まってヤクザにしか見えなかった。実際は人の良い性格で自分たちに非があったと妻と共に考え直し示談金について和夫の家まで訪ねに来た。誤解が解けた後浩一が助手席に乗せていた人物が入れ墨を腕に彫った反社そのものだった為かなり怖がっていたことを告白、撮っていた浩一達二人の写真を和夫に見せた事で和夫が浩一が半グレ集団に加わっていると信じ込む一因となってしまった（実際は助手席に座っていたのは浩一の職場の先輩で、敏感肌で入れ墨風のアームカバーを腕につけていただけだった）。
豊川エツコ
演 - 金谷真由美
葵の妻。
篠崎堅樹
演 - 古屋呂敏
美沙子が主宰するセミナーの参加者。

##### 第2話（S4）
藤原力也
演 - 西岡德馬
テレビ番組などでも取り上げられる人気ラーメン店「りきや」の店主。ラーメンに情熱を注ぎスープも麺も手作りと唱っていたが、実はスープにはインスタントの袋入りラーメンの粉末スープを使っていた。そのため、店員にわざと厳しく接し、技術を教える前に辞めるよう仕向けていた。ホーがレシピと共に帰ってしまったため店は潰れた。
藤原奈美
演 - 重田千穂子
力也の妻。腰を痛め家政婦を頼む。力也の秘密裡に「りきや」のラーメンをインスタントラーメン化し販売しようと画策、食品会社とライセンス契約を結んでいた。計画は三田園にバラされる。
河原みのる
演 - きづき
「りきや」の店員。4年勤めている1番の古株。焼豚の仕込みなどを任されている。麺打ちデビューの日に突然店に来なくなる。SNSで辞めた理由を呟いており、ただ単にだるくなってバックレただけだった。
後藤
演 - 落合モトキ
「りきや」の店員。2年目。本気で店の味を愛していたがスープの真相を知り店を飛び出していった。
ホー
演 - 影山徹
「りきや」の店員。ベトナム人。味覚が鋭く、三田園が作ったパンケーキの材料であるインスタント麺に入っている山芋を見抜く。スープの秘密が明かされた後も店に残り、力也の味を作って店の未来を任されるが、その後レシピと共にベトナムに帰りフォーの店を開く。

##### 第3話（S4）
花田百合子〈60〉
演 - 小沢真珠
朔治の妻で桜の母親。元CAで今は専業主婦だが、いわゆる「インフルエンサー」で娘とお揃いの洋服を着た親子コーディネートの写真などをSNSにアップしている。娘を自分の思い通りに操りたい毒母。自称49歳だが実年齢は60歳。
数ヶ月後、再びミタゾノが花田家を訪れると孫育てに奮闘しており、今度こそは自分を裏切らない子に育てるとほくそ笑む。
花田桜
演 - 恒松祐里
朔治と百合子の娘。好き嫌いが多い偏食家で、昔は肥満体型だった。
母親の前では従順で世間知らずな娘を演じているが、実は母親の過干渉ぶりに嫌気が指しており、婚約者がいながら密かに国木田と付き合っている。母親への反発で異性関係が乱れており、父親のわからない子を妊娠、出産する。
花田朔治
演 - 樋渡真司
航空会社の社長。バ美肉おじさん。
国木田洋平
演 - 高地優吾
朔治の運転手。密かに桜と付き合っていて駆け落ちの約束をしている。しかし、実は花田一家に見下されていた事を恨み、家族の仲を壊してやろうと画策していた下劣な男で、桜に送ったワンピースも特価品の安物だった。百合子による偽の浮気相手の証拠写真を取るための作戦（偶然を装い洋平と出会う、転んだふりをして品垂れかかり決定的瞬間に見せかける）を自身への色目だと勘違いし本気になってしまい百合子に迫ってしまった為に馬脚を現した。
西園寺
演 - スチール哲平
桜の婚約者。蟻の研究をしており、そのため海外にいることが多い。百合子の都合で選ばれた相手。

##### 第4話（S4）
古川
演 - 木野花
三田園たちを雇った古川家の住人。しかし実は蒲田美緒子という名で、近所に住む不法侵入の常習犯。自身の不幸な身の上話を語るが、全て嘘。
坂下祐二
演 - 板橋駿谷
自称台風被害に遭っていないか見回っているボランティアだが、実は古川家に侵入した空き巣。美緒子の身の上話を聞き同情するが、すべて嘘だと知ってショックを受ける。美緒子が浩介に連れて行かれた後、息を吐くように嘘をつくような人間が存在する事で悪党としてやっていく自信を失い、真っ当に生きる事を誓って自首する旨を光達にこぼし、礼儀正しく謝罪して去っていった。
巡回中の警察官
演 - 松角洋平
古川家を訪ねてきた警察官。しかし実はなりすましで、制服が貸衣装であることを三田園に見破られる。
宮内浩介
演 - 内藤トモヤ
近所の住人。古川家の窓にSOSの文字が貼られていたため、見にきた。美緒子を警察に連れて行く。

##### 第5話（S4）
秋本雄太
演 - 袴田吉彦
不倫相手の果穂と車内にいる時に殺人現場を目撃する。息子の晃成も認める優しい男だが寿を怖がり一人逃げようとする等臆病さが目立つ。しかしその後三田園の協力を得て寿の正体を暴こうと奮起した。実は半年前に会社を首になっていたが隠していた。
白井寿
演 - 大浦龍宇一
雄太が目撃した犯人。秋本家の隣に越してくる。一年前に仕事をリタイアしボランティアなどをしている。その正体は、殺人犯ではなく、雄太のストーカー。一年前雨の中果物を落とした際、果物を拾ってくれて傘を差してくれた雄太に惚れ、下着泥棒をしたり盗撮をする等の犯行に及び、果てには我慢できず隣に越してきてしまった。雄太が目撃した殺人現場の真相は、バッティングの練習をしていた彼が雄太の不倫現場を目撃、ショックを抑えきれずバットで自身の私物のキャリーバッグを殴ろうと荷物に近づいた時にたまたま女性が前を歩いていたのを追いかけるように見えてしまっただけだった。晃成のために駆け出していく雄太達夫婦を見て失恋。大泣きしながら三田園に抱きついた。その後は三田園を指名し家政夫の依頼をむすび家政婦紹介所に連絡。三田園の好きなものや趣味を聞いてくるなど新たな恋の相手に三田園を選んだ事をほのめかした。
秋本香苗
演 - 大空ゆうひ
雄太の妻。共働きで今月は特に仕事が忙しいので家政婦を依頼する。夫の雄太や息子の晃成も認める頭の良いしっかりもの。しかし、数年間雄太との夜の生活がなかった寂しさから出会い系に登録し男と出会っていた。
泉果穂
演 - 川添野愛
雄太の不倫相手。殺人現場は目撃していない。
秋本晃成
演 - 鳥越壮真
雄太の子供。雄太と香苗の優しさや確りとした性格を認めつつそれだけだと寿に話す。宿題を汚してしまったり、怪我をしたりしたことも実は全てわざとで二人にかまってもらいたかった。

##### 第6話（S4）
八木翔子
演 - 星野真里
依頼人。暴走族・美威羅我亞流（ミイラガール）の元総長で、現在はパート勤務。父が残した一戸建てに文雄と住んでいる。家事が一切できないため、麗子をもてなすために家政婦を頼む。前日、鍋パーティをしてからの記憶が無く、部屋の惨状に驚愕する。
小野寺麗子
演 - 小川菜摘
文雄の母。翔子は小野寺家の嫁に相応しくないと考え、彼女に対してキツくあたる。実は若かりしころは「赤木刀の麗子」の異名をもつ伝説のレディース総長だった過去も。
小野寺文雄
演 - 岩瀬亮
翔子の婚約者。なぜか体にマジックで落書きされ、湯船の中で裸で寝ていた。
チャコ
演 - 佐藤乃莉
翔子の旧友。暴走族時代からの付き合いで現在はスナックのママをしている。飲み過ぎて鍋パーティからの記憶が無いが、翔子の幸せを願い彼女に協力する。
ナナ
演 - うらじぬの
翔子の旧友。暴走族時代の翔子が好きで、元の彼女に戻って欲しいと思っている。前夜、鍋に「楽しくなるきのこ」を入れてしまう。
謎の男
演 - 住田隆
ベッドで翔子の隣で裸で寝ていた見知らぬ男。実は麗子の舎弟。

##### 第7話（S4）
稲葉祐実
演 - 高橋ひとみ
執筆中の家事を頼むため家政婦を依頼した人気脚本家。代表作『ふぞろいなやまとなでしこ』は最高視聴率40%を叩き出し一時期は「ドラマ姫」などと呼ばれていたが、今では才能が枯渇し、脚本のほとんどはアシスタントの詩織が代筆している。かつては有名脚本家・伊集院紅葉のアシスタントだったが、紅葉が自殺し、今の地位を築き上げる。脚本執筆中、突然失踪する。
騒動後はスランプを脱出し、ネットドラマ「屋根裏部屋の魔女」で大ヒットを飛ばす。
稲葉英夫
演 - 黒田アーサー
紅葉の夫だったが、彼女の死後、祐実と再婚した。テレビ局プロデューサー。紅葉生存中は祐実と不倫していた。そして祐実に唆され紅葉を裏山の古井戸に突き落とし殺害していた。現在は詩織と不倫関係にある。
芦田詩織
演 - 遊井亮子
祐実のアシスタント。英夫の浮気相手。祐実のゴーストライターだが、実は詩織自身にも脚本を書く才能はなく、梶原に執筆させている。
梶原六郎
演 - 三浦俊輔
祐実の自宅を覗いていた謎の男。実は詩織のゴーストライター。元海上自衛隊員。
伊集院紅葉
演 - ジュディ・オング
故人。祐実の師匠。英夫の前妻。英夫により古井戸に突き落とされるが、得意のクライミングで井戸の壁をよじ登り生還。ひっそり自宅の屋根裏に身を潜めていた。潜伏中も執筆を続けており、後にモミーJ名義で脚本家として復活する。

##### 最終話（S4）
春日虹子
演 - 杉田かおる
良一の妻。足首を捻挫してしまい家政婦を頼む。
いわゆる鬼女で、SNSホラッターでジャスティスママというアカウントを使い、著名人のスキャンダルや不正を拡散している。飯塚市長のスキャンダルを暴露し辞任に追い込む。しかし実際に対象者の行動確認をしている訳ではなく、情報源はすべてネット上で収集している。
娘のパパ活疑惑が浮上した際、事前に調査していた家政婦たちの秘密で三田園を脅し、娘を調査させる。
春日良一
演 - 戸田昌宏
毎朝新聞の敏腕記者。ネットの書き込みを馬鹿にしている。飯塚市長のスキャンダルを最初に報じるが、コメンテーターの神山にデマ記事ではないかと言われ炎上する。
春日真冬
演 - 森田想
春日夫妻の娘。東峰女学院新聞部副部長。ネットの書き込みには懐疑的。
矢沢ひとみ
演 - 五島百花
真冬の友人。父親が実業家のお嬢様で、外食や高級ブランド服を着た写真などを頻繁にSNSにアップしている。
ジェームス神山
演 - 村田秀亮（とろサーモン）
コメンテーター。良一の記事に対し裏取りしていないデマ記事ではないかとコメントし、波紋を呼ぶ。
飯塚麻由子
演 - 泉里絵
市長。ジャスティスママに公費での不倫旅行、隠し子などをSNSで暴露され、辞任する。
サトウヒロシ、S君
演 - 小日向流季
春日家に刃物を持って侵入する。飯塚市長の隠し子として顔写真をネットに流されるが、実は同姓同名の別人。
サトウヒロシ
演 - 宮田蒼一
飯塚元市長の本当の隠し子。ラブホテルで働いている。騒動が元で母親と公然と会えるようになる。
副市長
演 - 岩田明
良一との賭け将棋に負けて、飯塚市長のネタを良一に渡す。

##### 特別編（S4）
柴田明彦
演 - 音尾琢真
真理子の夫で中堅広告代理店の部長。同じ会社の美玖と浮気をしている。3日間の大阪出張と偽って美玖の部屋に泊まり込み、そこからリモート会議に出席する。真理子からのメッセージにより、彼女が自身の行動を監視していることに気付く。
柴田真理子
演 - 奥菜恵
明彦の妻。家政婦紹介所に食事サービスを依頼する。夫との仲は冷え切っており、調査会社に夫の浮気調査を依頼している。三田園が自宅に来た時点で既に失踪していたが、実は密かに美玖の部屋のベッドの下に潜んで夫の行動を監視していた。実は古川と不倫している。
吉野美玖
演 - 筧美和子
広報課に所属する明彦の浮気相手。リモート会議中に明彦にDMを送り、彼を動揺させる。明彦に恋愛感情はなく、彼の権力でクリエイティブ部に異動させてもらおうとしていたことが、三田園の策略により発覚する。
古川卓也
演 - 永山たかし
警察官。柴田夫婦の知り合いで、明彦から真理子が失踪したと聞かされるが、家出だろうと軽く受け流す。後に謎の人物M（ミタゾノ）からリモート会議への招待を受け、明彦の浮気を知り呆れる。実は真理子の不倫相手。
藤崎
演 - 浅見紘至
明彦の部下。明彦のことを快く思っていない。
佐藤
演 - 久保田秀敏
明彦の部下。明彦のことを快く思っていない。
上田安江
演 - かとうかず子
真理子の母。テレビ電話で真理子と話す予定だったのに電話が掛かってこず心配する。謎の人物M（ミタゾノ）からリモート会議への招待を受け、そこで明彦の浮気を知り激怒する。

#### 第5シーズン（2022年）

##### 第1話（S5）
林田正美
演 - 観月ありさ
依頼人。私立栄林学園の副理事長。
文科省から時代遅れの校則を改めるよう指導されている。
林田壮一
演 - 大河内浩
栄林学園の理事長。正美の父。女子生徒に交換日記を強要し、セクハラだと問題になる。実は女子生徒を盗撮していた。
林田義則
演 - 田中聡元
栄林学園の校長。正美の夫。婿養子。
密かに裏口入学を斡旋し、大金を受け取っていた。
林田智之
演 - 池田優斗
正美と義則の息子。
久村たか子
演 - 七瀬なつみ
栄林学園のPTA会長。娘を裏口入学させていた。
清守修
演 - 笠原秀幸
大学卒業までアメリカで育った弁護士でルールコンサルタント。栄林学園の校則変更のアドバイスのために雇われる。
実は経歴詐称しており、栄林学園OBのパラリーガル。
内装工
演 - 高岸宏行（ティモンディ）
オレンジ工務店の内装工。床の修理のために呼ばれる。演じている高岸本人のリアルの口癖である「やればできる！」を正美たちに言い放つ。
麗華
演 - 佐分利眞由奈
本仮屋素子とタイマンを張るヤンキー。

##### 第2話（S5）
三木三夫
演 - 堀部圭亮
どすんとからあげ（通称どすから）で知られる唐揚げ店「からあげ奉行」の社長。裕福になっても質素倹約生活をしている。
過去に金治の借金に困り、3億3千万円を強奪する「3.3億円事件」を起こしていた。しかしそれを家族に話せず、奪った金も怖くて使えず、金治の部屋の床下に隠していた。
三木弥栄子
演 - 雛形あきこ
三夫の妻。会社の経理を担当しており、電卓の使いすぎで腱鞘炎になり家政婦を頼む。
三木愛
演 - 栗林藍希
三夫の娘。どすからが「はらぺこナビ」のクチコミランキング1位になるよう、インフルエンサーにお金を払って宣伝してもらっていた。
三木金治
演 - 木下貴夫
三夫の父。認知症で寝たきり状態。徘徊しないよう、窓の手前に重さを検知するブザーが設置されているが、それをまたいで外出し、床下から抜き取ったお金を競馬に注ぎ込んでいた。
野田美鈴
演 - 我妻三輪子
金治を担当する訪問介護士。だが実は三木家を潜入捜査している、足軽署刑事課強行班捜査係の刑事。三田園に眠らされる。
原田
演 - 山口大地
弥栄子からひそかに金を受け取っていた男。実は「もぐもぐからあげ」店主の息子で、唐揚げのレシピを盗んだ弥栄子から賠償金を貰っていた。
警備員
演 - ワッキー（ペナルティ）、安部康二郎
三夫が襲った現金輸送車の警備員。

##### 第3話（S5）
木田康雄
演 - 高杉亘
漁村・青湊村の組合長。一人娘である綾香の結婚に関しては大人だからと許すふりをするが、裏では興信所に翔の素性を調べるよう依頼している。
実は助成金を横領しており、翔にそのことを暴かれる。
木田綾香
演 - 阿部純子
康雄の箱入り娘。元ミス金目鯛二連覇で村のアイドル的存在。翔との結婚が決まっている。翔の夢を応援しており、当面は自分が働いて彼を支えればいいと考えている。
実は元隠れヤンキーで、恐喝で留置所へ入れられた過去も（ブタ箱入り娘）。翔の姉の店が潰れたのも彼女のせいだった。
小石川翔
演 - 白石隼也
綾香の恋人。東大出身の元銀行員で、MBA取得のためアメリカに留学していた。アメリカから帰国すると長髪のチャラ男に激変。MBA取得も諦め、パフォーミング・アーティストになるのが現在の夢。姉の出したマリトッツォ専門店が潰れ、連帯保証人になっていたため500万を超える借金がある。
木田芳江
演 - 岩橋道子
康雄の妻。4年に一度の魚漁祭や綾香のことがあり家政婦を頼む。綾香の結婚を応援している。
岡本・田島
演 - 岩田丸・荒川大三朗
青湊村の漁業協同組合員。綾香の結婚を応援している。

##### 第4話（S5）
有馬祥子
演 - 森口瑤子
「世界とコネを作る＝セカコネ」で人気の社会学者。
仕事に没頭する余り夫が家を出てしまい、そのせいで拓也が引きこもってしまったと自分を責めている。
有馬拓也
演 - 稲葉友（幼少期：松平将馬）
祥子の34歳の息子。10歳の時に父が家を出てしまい、それからずっと自室に引きこもっている。
引きこもっている間にメタバース空間"ネオ"を作っていたが、それが世界中で評判を呼び、ネット上で"神"と呼ばれている。
木原真美
演 - 長井短
祥子のアシスタント。実は翔子の原稿を代筆している。
都築由紀夫
演 - 久保田悠来
祥子の担当編集者。実は祥子と付き合っている。

##### 第5話（S5）
山室孝一
演 - 山口森広
久美子へのプロポーズの場を豪華な料理で盛り上げたいと家政婦を頼む。
高校の頃に両親を事故で亡くしており、心から信頼できる家族が欲しいと願っている。両親が残してくれた遺産があり、今まで出会った女性は皆お金目当てだったため、貧乏キャラで婚活していた。
九条久美子
演 - 小島藤子
孝一が結婚相談所で出会った女性。大企業・九条不動産の社長令嬢でいずれ会社を継ぐ予定。だが実は全て嘘で、お金目当てで孝一と結婚しようとしている。最終的に本性を現し山室らに捨て台詞を吐いて立ち去ろうとするが、三田園に地声で「映す価値なし」と言われ愕然とした。
横田信枝
演 - 岸本加世子
孝一の頼んだレンタル母。初めは割に合わない仕事だと文句を言っていたが、久美子の本性を知り孝一のプロポーズを邪魔する。
近藤宗介
演 - 上島竜兵
レンタル父に間違えられた取り立て屋。お金（レンタル父の報酬）は食事の後に払うと言われ、借金を返してくれるものと勘違いし、適当に話を合わせることにする。
岡崎
演 - 國本鍾建
近藤の兄貴分の強面の取り立て屋。純也の借金の取り立てに保証人の孝一のところに来る。
飯島マリエ
演 - 椙山さと美
孝一と久美子に助言する結婚相談所の婚活アドバイザー。久美子に孝一が実は金持ちであることを教えて結婚させようと画策する。
高岡純也
演 - 伊藤裕一
孝一の親友。孝一に起業のための融資の連帯保証人になってもらう。だが実は親友だと思っていたのは孝一だけで、純也は金のために孝一を利用していただけだった。

##### 第6話（S5）
島津啓太
演 - 須賀健太
依頼人。介護施設「金色の郷」で働く大学生のヤングリーダー。ピンクの頭髪のチャラ男だが仕事熱心。就活には興味がないと言っていたが、実は就活に259回も失敗していた。騒動後は施設を辞め、冒険の旅に出た。
小田良夫
演 - 加治将樹
「金色の郷」のオーナー。島津も小田には頭が上がらない。島津共々松田らが裏カジノを開いていたことは知らなかった。
田所友梨華
演 - 坂口風詩
数日前に「金色の郷」から突然姿を消した若い従業員。小田と付き合っていたらしい。実は施設地下の裏カジノの存在を知り裏カジノで働いていたが、三田園がネタばらしをしている最中に逃亡した。
松田幸三
演 - 不破万作
「金色の郷」に入居している老人。実は偶然発見した施設地下のカジノを利用し裏カジノの元締めをしていた。
森田勉
演 - ベンガル
「金色の郷」に入居している老人。認知症。「腕時計がない」と騒ぐが、実は裏カジノで大負けして売っただけであった。
大島玉代
演 - 高柳葉子
「金色の郷」に入居している老人。千円もするカップラーメンを食べている。愛称はタマリン。

##### 第7話（S5）
阿川将司
演 - 濱津隆之
依頼人。教育評論家で大学教授。教育熱心な人格者と思われているが、実は家事のできる眼鏡女子フェチで、家政婦へのセクハラで訴えられている。
阿川桜
演 - 横溝菜帆
将司の長女。
阿川樹
演 - 斎藤汰鷹
将司の長男。
阿川葵
演 - 正垣湊都
将司の次男。
阿川桃
演 - 中野翠咲
将司の次女。
阿川梓
演 - 河井青葉
バイオリン練習室に監禁され「びわ」名義でネットオークションをさせられていた女性。実は韓流スターの推し活にのめり込み、6年前に家を出た将司の元妻で、桜・樹・葵・桃の母親。
ヤン・スヒョン（양 수현）
演 - 松岡昌宏（写真、二役）
梓が推す韓流スター。愛称は「ヤン様」。
インタビュアー
演 - 木下瑠音

##### 最終話（S5）
本仮屋靖男
演 - 飯田基祐
素子の父。ゴラク堂エンタープライズの係長。
優しく気弱な性格で、「GESOゲーム」で上司たちに勝ちを譲ろうとしてしまい、素子に嗜められる。
本仮屋佐和子
演 - 片岡京子
素子の母。
山本克己
演 - 小須田康人
ゴラク堂エンタープライズの専務。違法賭博にハマっていることが暴露される。
山本友里
演 - 今藤洋子
克己の妻。投資詐欺の被害に遭っていることが暴露される。
山本啓一
演 - 林裕太
克己の息子。東大生であることを鼻にかけ、素子を見下す。しかし、実際は大学受験に失敗した浪人生で、東大宮予備校の予備校生、略して「東大生」である。
川嶋明夫
演 - 小浦一優（芋洗坂係長）
ゴラク堂エンタープライズの社長。女性社員にセクハラをしていることが暴露される。
川嶋祥子
演 - 眞田惠津子
明夫の妻。
堀之内花子
演 - 萬田久子
ゴラク堂エンタープライズの創業者にして最高責任者。別名「総帥」。自分の後継者を決めるため、役職者を家族ごと集めて「Gorakudou Enterprise Survival Official Game」、通称「GESOゲーム」を開催する。娘を幼いころに亡くしている。
人事部長
演 - つぶやきシロー
「GESOゲーム」の会場のモニター上に登場する覆面男。ゲームに負けた川嶋社長のセクハラや山本専務の違法賭博への関与を暴露し、それらをネット上に流出させる。
終盤で覆面を剥がされ、ゴラク堂エンタープライズの人事部長だとわかる。

#### 第6シーズン（2023年）

##### 第1話（S6）
前田翠（まえだ みどり）
演 - 松本まりか
頼子が新たに始めた「むすび引越センター」への依頼人。束縛の強い夫に嫌気がさし、彼の出勤後に夜逃げならぬ朝逃げをして青谷町に移る。礼二には独身であると嘘を付いて婚約している。
青谷町の自治会行事に連日駆り出され、念願のカフェ経営にまったく専念できず、カフェ事業譲渡契約の際、礼二に2軒目のカフェを経営させて欲しいと頼む。
独身時代はアーチェリー選手として活躍しており、大会で優勝した際にもらった高級腕時計を自身の宝物にしていた。しかしその腕時計が偽物であると知り、また自身が既婚者である事がバレてしまう。
その後夫の元に戻り、マンションの自治会長になってタワマンカフェ「アーチェリー」を開業する。
前田則之（まえだ のりゆき）
演 - 本多力
翠の夫。都内の豪華なタワーマンションで暮らしている。妻への束縛が強く、留守の間、翠をGPSで監視している。その為翠に逃げられるが、金に物を言わせて情報を入手し、連れ戻しにリベルタにやって来る。
翠が自宅に戻った際、浮気相手が家にいて修羅場となる。しかしその後、翠と共にカフェを経営する。
後藤礼二（ごとう れいじ）
演 - 細田善彦
古民家カフェ「リベルタ」のオーナー。爽やかで優しそうな印象の男性。翠がカフェを無事営業した暁には結婚する約束をしていたが、実は古民家の購入費用1000万円の負債を翠に押し付けようとしていた。翠の腕時計を借金の返済に充てる為に盗んでいた事や、政治家である親の後を継いで選挙に出馬しようとしていた事がバレて逃げ出してしまう。
上岡忠雄（かみおか ただお）
演 - 蛍雪次朗
古民家カフェ「リベルタ」のある青谷町の自治会長。礼二によると長年自治会を牛耳っている人物で、人との繋がりを大事にしている。だが実は自治会費を懐に入れ、東京都目黒区の一等地に豪邸を建て、高級車を購入していた。また、古民家カフェ「リベルタ」として使われている古民家は元は彼の自宅であり、礼二には相場の倍の価格で譲渡していた。それら全てが三田園によって暴露され、取り巻きの町民からも見限られる。
男性
演 - ゆってぃ
回覧板を持って何度も「リベルタ」を訪れる男。三田園の元クラスメイト。
須藤、鯉沼
演 - 小沼朝生、井保三兎
青谷町の自治会員。
須藤の妻、鯉沼の妻
演 - よしのよしこ、門地ジル子
青谷町の自治会員。
女性
演 - つじかりん
前田則之の浮気相手。
客
演 - 笠田康平
翠の経営するタワマンカフェ「アーチェリー」に客として訪れる。

##### 第2話（S6）
幸田愛（こうだ あい）〈46〉
演 - 真飛聖
純の妻。高級ブライダルサロン「セイ・イエス」のオーナー。夫のセカンドパートナーの存在を知って傷付き、不倫の証拠を押さえようとする。
幸田純（こうだ じゅん）〈49〉
演 - 福井晶一
翌日の結婚記念日を妻と2人でゆっくり過ごす為、仕事が忙しい妻の為に家政婦を頼む。愛から倫子との浮気を問いただされるが、倫子とは浮気ではなくセカンドパートナーだと主張する。
不破倫子（ふわ りんこ）〈33〉
演 - 野村麻純
幸田純のセカンドパートナー。夫とはオープン・マリッジ。
実は夫以外にセカンドパートナーが10人いる。
安藤快（あんどう かい）〈39〉
演 - 石黒英雄
「セイ・イエス」の顧問弁護士。愛から夫の事を相談され、逆に愛に浮気しようとせまる。
不破貞一（ふわ ていいち）〈39〉
演 - 市川知宏
倫子の夫。市役所勤務。妻以外にセカンドパートナーが3人いる。
槇村敬之
声 - 逢川大樹
慶明大学附属病院勤務。純の担当医。

##### 第3話（S6）
田浦加代子
演 - 前田美波里
田舎町で1人で暮らす高齢女性。「オレオレ詐欺」で300万円を奪われたうえ、自宅も狙われる。
VTuberでオタを演じており、その収入のためお金には困っていなかった。詐欺に騙された振りをして受け子と会いに来るが、そこに現れた康太の正体に気付き、彼を気遣って300万円を黙って渡していた。
西園寺渚
演 - 横山めぐみ
加代子の亡くなった息子の妻でトラックドライバー。加代子が詐欺被害に遭ったことから康太と共に加代子宅に引っ越してきたが、一方でギャンブルにのめり込み多額の借金を抱えていた。
西園寺康太
演 - 福山翔大（幼少期：中西縁）
渚の息子。加代子の孫。先輩のヨシキと共に詐欺グループに関わっていたが、三田園の尽力と加代子の説得で過ちを悟り改心。後日談で警察に出頭したことが語られる。
ヨシキ
演 - 高橋里恩
康太の先輩。詐欺グループの「受け子」として康太と共に加代子から300万円をだまし取り、二人の血縁関係に気付かないまま、彼女の自宅への強盗も目論む。
パンサー
演 - パパイヤ鈴木
詐欺グループのリーダー。
警官
演 - 新貝文規、山本耕大
加代子宅を防犯の呼びかけで訪問する。
オタ
演 - なっちゃんねる
劇中で加代子が演じたVTuber「オタ」のパートの吹き替え。
劇中歌『私は絶叫！』は佐々木李子の歌唱による。
落札者
演 - こっとん健児
渚が加代子宅から盗んでフリマアプリに出品した物品を落札し、受け取りに深夜に加代子宅を訪問した人物。

##### 第4話（S6）
天宮麗美
演 - 佐津川愛美（幼少期：増田光桜）
社長令嬢。zonoTubeのチャンネル「天宮麗美の日常ですわ。」の動画配信者でもあり、美人で謙虚な「株価を動かす令嬢」と話題になっている。
舟木啓介
演 - 松倉海斗（幼少期：斉藤應之介）
鮮魚店「ととの屋」で働く男性。麗美がずっと思いを寄せる幼馴染。
橘虎彦
演 - 西銘駿
「こしあんの貴公子」と呼ばれる和菓子チェーンの若き社長。
真緒
演 - 寺本莉緒
啓介と親密な女性。実は彼の妹。
天宮雄一
演 - 伊武雅刀
天宮グループ社長。麗美の父。
神田春樹
演 - 松澤仁晶
天宮雄一の秘書。
高部
演 - 藤大祐
神田春樹のアシスタント。
査察官
演 - 中野剛、黒木俊穂
天宮家に現れた国税局査察部の査察官。
記者
演 - 小川智弘、長島竜也、大浦理美恵
天宮家で行われた記者会見に出席した記者たち。
出演者、司会者
演 - 小宮浩信（三四郎）、お見送り芸人しんいち、倉田紘顕（リップグリップ）、阿部祐二（司会）
麗美が出演した婚活番組「婚活の虎」の出演者と司会者。

##### 第5話（S6）
高森修作
演 - 中村梅雀
かつて洋食店を営んでいた。伝説のシェフ美月洋三（ムッシュー美月）の名を騙り、晩餐会に自身と因縁のある面々を招いた。
有坂凛
演 - 中島もも
高森家の隣人。盗みに入ったところを高森に見つかり、「猫を探していた」と取り繕うが、なぜかそのまま夕食に誘われる。
井原翔真
演 - 佐藤祐基
高森の晩餐会に招かれたITの革命児。
宇崎貴利
演 - 池田鉄洋
高森の晩餐会に招かれた音楽プロデューサー。
遠藤知佳
演 - 川久保晴
高森の晩餐会に招かれたグルメライター。
やす子
演 - やす子（本人役）
矢口実優の友人。三田園からのメッセージがモールス信号であることに気が付く。

##### 第6話（S6）
小杉太一郎〈25〉
演 - 醍醐虎汰朗
竹和町の町長選挙に無所属で立候補している新人。竹和町商店街の再生を公約にしている。
石黒潤三〈62〉
演 - 福田転球
現職町長。民自党公認候補。商店街を潰し大規模再開発を推進しようとしている。
山瀬千尋
演 - 北村優衣
太一郎の選挙をサポートする女性。彼に秘かに思いを寄せている。
釜本信男
演 - 泉谷しげる
太一郎の後援会長。
篠原
演 - 菊池宇晃
太一郎の幼馴染。太一郎の選挙を手伝っていたが、のちに現金500万の入ったカバンと共に姿を消す。
槙原、直人、男性
演 - 三河悠冴、菊池銀河、吉川裕斗
太一郎の選挙を手伝う若者たち。
銀平、次郎
演 - 江良潤、三上剛
太一郎を後援する竹和町商店街の人たち。
記者
演 - 茨城ヲデル
太一郎の選挙事務所を取材する毎朝テレビの記者。
リポーター
声 - 仁科健吾（テレビ朝日アナウンサー）
竹和町長選挙開票速報を伝えるレポーター。
店主
演 - 松尾伴内
大熊商店街の福引会場の係員。
母親、子供
演 - 久野みずき、水戸部巧芽
福引に何度も挑戦し、そのたびにポケットティッシュを引き当てる母子。最後に特賞が当たったが、商品はティッシュ1年分だった。

##### 第7話（S6）
矢崎みゆき
演 - 映美くらら
矢崎智の妻。別居中の子供たちと連絡が取れなくなったことから、むすび家政婦紹介所へ掃除にかこつけた様子見の同行を依頼した。
矢崎智
演 - 丸山智己
「70歳以上は社会のコスパが悪くなるから日本から追い出せ」との発言で炎上したITベンチャー企業の社長。アイドルとの不倫騒動以降は表舞台から姿を消し、子供たちと山奥にポツンと建つ一軒家で暮らす。
金子孝弘
演 - 渋谷謙人
矢崎一家の様子を山の中から撮影する謎の男。池田茜のファンだが実は彼女のストーカーで、接近禁止命令も受けていた。
矢崎恵美、矢崎洋一
演 - 田中乃愛、宮岸泰成
矢崎夫婦の子供たち。
池田茜
演 - 傳谷英里香
矢崎智とサウナ趣味で知り合い、その後自ら働きかけて不倫関係になったアイドル。
斉藤茂助、太田、竹山
演 - 諏訪太朗、田村義晃、トッカグン小野寺
森に住む村人たち。矢崎一家を村八分にしていた。
親娘
演 - ヒロシ、長谷川晏
キャンプ場の一家。

##### 第8話（S6）
羽井来人
演 - 佐伯大地
ゴルフ界の若きスーパースター。突然「育休」を宣言し、世間を騒がせる。
羽井早苗
演 - 南沢奈央
来人の妻。自身もプロゴルファーだったが、引退し夫を支える。
羽井太蔵
演 - 寺島進
来人の父。バンカーの魔術師と言われた元ゴルファーで、来人のキャディも担当。
羽井花純
演 - 池村碧彩
幼稚園に通う来人の長女。パンケーキが好き。
羽井美玲
演 - 塚田澪
来人の次女。乳児。
木山卓郎
演 - 黄川田雅哉
週刊デストロイヤーの記者。来人の身辺を嗅ぎまわる。
三倉真美
演 - 新條由芽
宝来メンタルクリニックの医師。来人の主治医。
サイモン・ラジーモ
演 - モーリー・ロバートソン
来人のスポンサーである寝具メーカー「サイモンベッド」のCEO。
インタビュアー
演 - 和田亮太
来人が優勝した大会Treasure Classicでのインタビュアー。
保護者
演 - 成澤優子
幼稚園の送迎に来ていない早苗のことを来人に尋ねる。
リポーター
演 - 天音里菜
テレビ番組「Treasure Afternoon」のリポーター。まもなく来人の記者会見が行われることを伝える。
先生
演 - 藤本結衣
花純が通う「二頭龍幼稚園」の先生。
ゆうた
演 - 松本瑛貴
花純がケンカした幼稚園児。
お父さん、お母さん、子供
演 - 脇知弘、今野ゆか、井桁虎白
子育てに苦労する親とその子供。

##### 最終話（S6）
桃山麗子
演 - 黒木瞳
桃山家の長女で「和菓子のももやま」の社長。美魔女。実優とかつての教え子、教師の間柄でもある。
桃山宗次郎
演 - 小野武彦
桃山家の当主。先代社長。
桃山康介
演 - 宮川一朗太
麗子の夫。医師。
桃山哲平
演 - 有薗芳記
宗次郎の弟で「和菓子のももやま」副社長。
桃山遊太
演 - 堀家一希
麗子の息子。
桃山秀一
演 - 村杉蝉之介
麗子の弟。
桃山由香里
演 - 林田岬優
秀一の妻。
警察官
演 - なだぎ武
行方不明者届が出されていた宗次郎を保護し桃山邸に送り届ける。
俥夫
演 - 兒玉宣勝
桃山邸に詰めている人力車の俥夫。

#### 第7シーズン（2025年）

##### 第1話（S7）
田中令子〈50〉
演 - 中山美穂（中学生時代：望月美友蘭、40年後：篠塚登紀子）
自宅で仕事するウェブライター。裕福な家庭の妻で1人娘がおり、義母と同居している。ネットに架空のセレブ主婦・レイの名前で妄想の日々を綴っている。
田中和代
演 - 松金よね子
令子たちと同居するたかしの母。「むすび家政婦紹介所」に家政婦派遣を依頼する。
田中たかし
演 - ミスターちん（中学生時代：鈴木太陽、40年後：小関靖幸）
令子の夫。会社員。
田中すみれ〈17〉
演 - 牧野羽咲
田中夫妻の高校生の娘。
清水絵里子
演 - 宮澤美保
令子の白泉中学校の同窓生。
男性
演 - やす（ずん）
白泉中学同窓会で次々とタイムカプセルを発見する令子の同窓生。
八王子健太郎〈50〉
演 - 吉田栄作（中学生時代：大津悠人）
水道修理会社「エイトプリンス」の代表。令子の白泉中学校の同窓生。

##### 第2話（S7）
小村慎太郎
演 - 渡部豪太
麻里子の現在のパートナー。四井商船社員と言っていたが、実は弁当屋「おふぃす亭」四井商船本社ビル店のバイトリーダー。弁当店に勤務しながら転職活動を行っている。
朝霧良一
演 - 金児憲史
麻里子の前夫。東大とハーバード大学卒のエリートでラグビーの元日本代表選手。息子・颯太のお受験のために石橋家に呼び出される。実は麻里子との復縁を考えている。アイドルのナナピッピの隠れファンで、彼女を騙ったロマンス詐欺に騙されて多額のお金をつぎ込んでしまい、それを補填するために会社のお金を横領した事で会社を解雇されており無職となっていた。
石橋麻里子
演 - 橋爪未萠里
慎太郎のパートナー。良一と離婚し傷心していた所に四井商船のビルから出て来た慎太郎からハンカチを渡された事をきっかけに交際するようになった。
石橋颯太
演 - 中西縁
麻里子と良一の息子。お受験を控えている。
男性
演 - 世志男
不用品・粗大ゴミ回収業者「トラッシュピース」の従業員。
松島、細山田
演 - 松原正隆、加賀谷圭
私立ノーブル学園大学附属小学校の受験面接官。
店長
演 - 田村義晃
四井商船社員食堂に出店する「弁当屋おふぃす亭」店長。
宮根
演 - 相澤大翔
転職エージェント。慎太郎が転職活動時に経歴詐称をした事に気付き選考の取り消しを告げる。
父子
演 - 佐織迅、日影琉叶（役名：ケイスケ）
公園の父子連れ。
ナナピッピ
演 - 七瀬ゆい（写真）
良一が好きな人気アイドル。
石橋美恵子
演 - 藤真利子
麻里子の母。慎太郎を「使えない人間」とバカにしており、孫の颯太のお受験の面接に良一を父親として行かせようとしている。実はギャンブル依存症で、夫(麻里子の父)の遺産をオンラインカジノにつぎ込んでお金を殆ど使い果たしていた。特に起訴はされなかった。

##### 第3話（S7）
伊口慎二〈60〉
演 - 竹中直人
雷菱電機を定年退職したばかりの男性。無駄なことが大嫌い。これまで家事は妻に任せきりだったため、妻が突如姿を消した事により悪戦苦闘する。実はゲームに大金をつぎこんでいた。
伊口茉莉花〈59〉
演 - 山下容莉枝
家政婦を依頼した慎二の妻。慎二が定年退職した翌朝に退職金2000万円と共に姿を消し、リモートで「退職金は無駄に使う」と慎二に脅しをかける。心臓に重大な疾患が見つかっており、自分が健康なうちに慎二に家事を自分でできるようにさせたかっただけ。しかし、実際には利差配当付終身保険を慎二にかけており、ホウライソウ入りの味噌を食べさせ、慎二を自然死に見せかけられるようにもしていた。
世蔵剛
演 - 栄信
伊口宅に押し掛けてパーティーを始める男性。慎二の退職金で茉莉花に雇われている。本職は煌ヶ崎総合病院の薬剤師。
飯沼雅和〈48〉
演 - 森岡豊
茉莉花と密かに会っている男性。実は煌ヶ崎総合病院の医師。
槙島メリル
演 - えなこ
大人気秘書育成アプリゲーム「秘書におまかせっ」の秘書キャラクター。
川都絵里〈29〉
演 - 石崎日梨
雷菱電機秘秘書課 社員。慎二の部下。
西崎純也〈31〉
演 - 三島涼
雷菱電機人事・総務部 社員。
パーティーピープル
演 - エリッサ、岡田優菜、レイリ、林丈紘、松尾隆成、中野綾琉、曽我一耀、栗原類
茉莉花に雇われて伊口宅でパーティーを始める男女。

##### 第4話（S7）
坂口雄太
演 - 加藤諒
ミュージカルスターを目指している男性。鶴川に借金を頼むが断られ、代わりに工藤家に家庭教師に行ってお金を稼いでくるように言われる。
工藤耕一
演 - 神保悟志
有名健康グッズメーカー「ヘルスマイル」社長。
工藤綾子
演 - 濱田めぐみ
耕一の妻。脚本家。
工藤理奈
演 - 田中珠里
耕一と綾子の娘。東都大法学部に入って弁護士になるのが夢ということになっているが、実は歌手になりたい。
工藤翔太
演 - 番家天嵩
耕一と綾子の息子。父の会社「ヘルスマイル」を継ぐのが夢。
社員
演 - 大久保祥太郎（役名：柴田拓巳）、桑原柊（役名：寺島龍太）、朝井瞳子（役名：白石奈菜子）
工藤家のホームパーティーで表彰される売り上げトップ3の「ヘルスマイル」社員。
長田郁夫
演 - ガダルカナル・タカ
工藤家の近所の公園に住んでいるホームレス。かつては「ルイジアナ長田」という名でロック歌手をしていた。他にもいろいろな職歴がある。
鶴川太一
演 - 桑野晃輔
坂口の友人。何人もの生徒を東都大に入学させた家庭教師。いつも坂口に借金を申し込まれている。
島茂子
演 - 本人
ADになった坂口が担当する番組に出演する歌手。「坂口の声がいい」とミュージカル「オペラ座の間男」への出演を持ちかける。

##### 第5話（S7）
山口唯衣〈21〉
演 - 松崎未夢
佐奈江の娘。就活している学生。実はパパ活しており、坂井からもお金を貰っていることを隠し通そうと、また坂井をストーカーだと疑い、佐奈江との結婚を阻止しようと苦戦する。第1志望の証券会社から内定をもらったと話していたが、これも嘘。
坂井守〈47〉
演 - 野間口徹
弁護士。佐奈江の交際相手として山口家に招待される。唯衣のパパ活相手。以前唯衣にあげたカバンにGPSを仕込んでいた。
山口陽介〈25〉
演 - 宇野結也
佐奈江の息子、唯衣の兄。ネット通販会社経営。
山口佐奈江〈45〉
演 - 櫻井淳子
唯衣と陽介を1人で育てるシングルマザー。昼は「山立学習塾」を、夜はスナック「さな塾」経営しているが、現在は休業中。交際相手の坂井を子どもらに紹介する。
馬場克仁
演 - ドロンズ石本
唯衣のパパ活相手。女装した光を唯衣と勘違いして襲い、護身術を食らって倒れる。
客
演 - 吉成浩一、北村友彦、神崎真司
スナック「さな塾」の常連客。
刑事
演 - 荒川浩平
陽介を詐欺ほう助の容疑で連行しに来た刑事。
面接官
演 - 岩田明
唯衣が就職試験を受ける「セルフライズ証券」の面接官。

##### 第6話（S7）
取目麗楽
演 - 久保田紗友（5歳時：梶山かんな）
取目家の三女。父親の連れ子で悦子たちとは血がつながっていない。”デレラ”と呼ばれ家政婦のように扱われている。以前、ソシアルダンスを習っていた。
末広純一
演 - 小柳友
武の息子。次の区長選挙に立候補予定。ソシアルダンスの北関東大会 ラテン早回し部門で2度優勝している有名なダンサー。
末広武
演 - 阪田マサノブ
田園区 区長。デレラに辛くあたる。
取目里沙、取目穴
演 - 花柳のぞみ、御子柴彩里
取目家の長女と次女。悦子の連れ子。デレラに辛くあたる。
イジリー岡田
演 - 本人
取目家のダンスパーティーの司会者。
取目実
演 - 津田英佑
麗楽の実父。5年前に亡くなっている。
現後援会長
演 - 川井つと
末広親子の後援会長。
変質者
演 - 栗谷（カカロニ）
公園で女の子に声をかける変質者。
レポーター
演 - 實石あづさ
田園区長選を末広事務所からリポートする。
業者
演 - 石川大樹
デレラが来ているドレスを引き取りに来た貸衣装「マジカルタイム」従業員。
職員
演 - 竹林文雄
ホテルのオーナーになりたいと言う取目実と言い争いになる区役所職員。
女の子
演 - 戸簾愛、山田詩子
公園で白馬に乗った王子様を夢見る女の子たち。
取目悦子〈55〉
演 - 紫吹淳
5年前に夫を亡くし娘3人と同居中。デレラの継母で彼女をいじめている。

##### 第7話（S7）
二宮桃子
演 - 住田萌乃
中学生。「モモコの曖昧モコモコ都市伝説ちゃんねる」を配信している動画配信者。オカルト好きで、親しい友人はほとんどいない。唯一の理解者である姉・さやかが結婚して家を出てしまうことに不安があり、彼女の結婚に反対している。
二宮さやか
演 - 山口まゆ
桃子の姉。丈一郎と結婚間近。妹思いな性格で、友人が少ない桃子のために動画配信に協力している。オカルト好きの桃子に対し、自身はオカルトを信じていない。
藤堂丈一郎
演 - 上村海成
大手不動産会社「藤堂ホーム」社長。「藤堂ホーム」会長・留美の息子。さやかの婚約者。
藤堂アキ
演 - 坂東希
丈一郎の前妻。病気で亡くなったことになっているが、実は生きている。”極悪女帝アキ”の名で活躍している悪役プロレスラー。
二宮輝幸
演 - 星田英利（幼少期：駿之介）
桃子とさやかの父。スーパーの青果コーナー マネージャー。妻は病気で亡くなっている。実は藤堂留美と幼馴染。
藤堂留美
演 - 松田美由紀（幼少期：田中愛梨）
丈一郎の母。「藤堂ホーム」会長。丈一郎の結婚披露パーティーを開くので、家政婦を依頼する。

##### 第8話（S7）
小石川太一
演 - 内藤剛志
怪盗ネズミ花火を追っている定年間近の名刑事。妻は病気で亡くなっている。
小石川加代子
演 - 草村礼子
太一と同居している母親。
佐藤明菜
演 - 水嶋凜
太一の娘。祖母・加代子が心配で太一宅を時折訪ねている。仕事優先で家庭を顧みない太一に反発している。悠人という幼い息子がいる。
内山田泰介
演 - 山田明郷
定年退職している太一の先輩刑事。空き巣犯として逮捕される。
天野涼真
演 - 兒玉宣勝
刑事。太一の部下。
捜査員
演 - 三福エンターテイメント（今夜も星が綺麗）
刑事。太一の部下。天野の相棒。
村上
演 - 安孫子宏輔
空き巣犯として捕らえられた内山田を担当する刑事。
ライバー
演 - 橋爪優真
明菜が投げ銭で多額の金銭を貢いでいる動画配信者。
麻生仁美
演 - 相田翔子
太一の行きつけの小料理屋 女将。近々、店を閉める予定。右腕にタトゥーがある。児童養護施設「ホープリーフ」出身。

##### 最終回（S7）
折原果歩
演 - 松下奈緒
東京都知事選挙に出馬し、初当選する。これからは透明な政治を目指す、と宣言する。
折原和夫
演 - 山中聡
果歩の夫。透明性の高さから「Mr.スケルトン」と呼ばれている国会議員。
折原莉奈
演 - 松田有咲
果歩と和夫の娘。
本宮
演 - 平原テツ
果歩の秘書。
張本直美
演 - 辻凪子
「週刊真相」記者。初当選した果歩に質問する。
折原健三
演 - 田山涼成
果歩の父。「Mr.密室」と呼ばれている民自党幹事長。
秘書
演 - 加瀬信行
折原健三の秘書。
記者
演 - 久保山知洋（役名：豊川）、鈴木アメリ、長島竜也
張本と共に果歩や和夫に取材する記者。
リポーター
演 - 西谷祐紀子
折原果歩の東京都知事初当選を選挙事務所から中継で伝えるテレビのリポーター。
キャスター
演 - 柴田紗帆
闇の献金パーティー疑惑について報じるテレビのニュースキャスター。

## スタッフ
- 脚本
  - 第1シーズン - 八津弘幸[286]、小峯裕之[286]、山岡潤平[286]、西荻弓絵[286]
  - 第2シーズン - 八津弘幸[287]、小峯裕之[287]、山岡潤平[287]、林誠人[287]
  - 第3シーズン - 八津弘幸[288]、小峯裕之[288]、山岡潤平[288]、おかざきさとこ[288]、山浦雅大[288]、宇山佳佑[288]
  - 第4シーズン - 小峯裕之（特別編含む）[289]、山岡潤平[289]、おかざきさとこ[289]、香坂隆史[289]、林誠人[289]
  - 第5シーズン - 八津弘幸[290]、おかざきさとこ[290]、小峯裕之[290]、山岡潤平[290]、奥村徹也[290]、保木本真也[290]
  - 第6シーズン - 八津弘幸、おかざきさとこ、香坂隆史、小峯裕之[291]、山岡潤平、奥村徹也、坂下雄一郎、保木本真也
  - 第7シーズン - 八津弘幸、おかざきさとこ、山岡潤平、後藤賢人[19]、保木本真也、内平未央、カントリー（池田テツヒロ・山野海）[292]、香坂隆史、小峯裕之
- 音楽 - ワンミュージック[293][294][295][286][291][19]
- 主題歌
  - 第1シーズン - TOKIO「愛! wanna be with you...」（ジェイ・ストーム）[296]
  - 第2シーズン - 島茂子「戯言」（ジェイ・ストーム）[297]
  - 第3シーズン - Hey! Say! JUMP「愛だけがすべて -What do you want?-」（ジェイ・ストーム）[298]
  - 第4シーズン - Hey! Say! JUMP「Last Mermaid...」（ジェイ・ストーム）[299]
  - 第5シーズン - Hey! Say! JUMP「a r e a」（ジェイ・ストーム）[300]
  - 第6シーズン - Hey! Say! JUMP「それぞれ。」（ジェイ・ストーム）[301]
  - 第7シーズン - 島茂子&光「clock」（ストームレーベルズ）[302]
- 使用楽曲 - エドヴァルド・グリーグ作曲：『ペール・ギュント』第1組曲 作品46より第4曲「山の魔王の宮殿にて」[303]

依頼人の隠された真実を暴露される場面で流れる。第1シリーズ第5話以外の全話で使用されている。
- 家事監修 - 松橋周太呂[1]
- ナレーション - 近藤サト（フリーアナウンサー）

ジャンクションにて、「このあとは、家政夫のミタゾノ」と言う。
- 監督
  - 第1・2シーズン - 七高剛[286][287]、小松隆志（MMJ）[286][287]、片山修（テレビ朝日）[286][287]
  - 第3シーズン - 片山修（テレビ朝日）[288]、小松隆志（MMJ）[288]、宝来忠昭[288]
  - 第4・5シーズン - 片山修（テレビ朝日）[289][290]、小松隆志（MMJ）[289][290]、宝来忠昭（特別編含む）[289][290]、松川嵩史[289][290]
  - 第6シーズン - 片山修（テレビ朝日）[291]、小松隆志（MMJ）[291]、松川嵩史、鳥居加奈、宝来忠昭
  - 第7シーズン - 片山修（テレビ朝日）、小松隆志（MMJ）[19]、鳥居加奈、宝来忠昭、松川嵩史、星野和成
- ゼネラルプロデューサー[注 48]→エグゼクティブプロデューサー[注 49] - 内山聖子（テレビ朝日）[304][286][293][295][291][19]
- プロデューサー
  - 第1シーズン - 秋山貴人（テレビ朝日）[286]、木曽貴美子（MMJ）[286]
  - 第2 - 4シーズン：秋山貴人（テレビ朝日）[304][293][294]、木曽貴美子（MMJ）[304][293][294]、椋尾由希子（MMJ）[304][293][294]
  - 第5シーズン - 秋山貴人（テレビ朝日）[295]、木曽貴美子（MMJ）[295]、布施等（MMJ）[295]
  - 第6シーズン - 秋山貴人（テレビ朝日）[291]、石田菜穂子（テレビ朝日）[291]、木曽貴美子（MMJ）[291]、村山太郎（MMJ）[291]
  - 第7シーズン - 秋山貴人（テレビ朝日）、高橋宣嗣（テレビ朝日）、神通勉（MMJ）、村山太郎（MMJ）[19]
- 制作 - テレビ朝日、MMJ

## 放送日程

### 第1シーズン
| 各話                                                                        | 放送日         | サブタイトル                                              | 脚本     | 監督     | 視聴率 |
| --------------------------------------------------------------------------- | -------------- | --------------------------------------------------------- | -------- | -------- | ------ |
| 第1話                                                                       | 2016年10月21日 | 史上最恐の"女装"家政夫ミタゾノ降臨!                       | 八津弘幸 | 七高剛   | 8.2%   |
| 第2話                                                                       | 10月28日       | 覗かれた女子アナの秘密! 隠された"謎の双子"!?              | 八津弘幸 | 七高剛   | 6.7%   |
| 第3話                                                                       | 11月04日       | 最強のライバル出現! ミタゾノ大奥編、突入!?                | 八津弘幸 | 小松隆志 | 7.5%   |
| 第4話                                                                       | 11月11日       | VS後妻業のオンナ!? 40歳下の若妻の秘密…下着に隠す10億円!!  | 小峯裕之 | 片山修   | 7.6%   |
| 第5話                                                                       | 11月18日       | 泥棒が家主のフリ!? 謎の天才少女と秘密の親子ごっこ!?       | 山岡潤平 | 小松隆志 | 8.0%   |
| 第6話                                                                       | 11月25日       | 黒い噂の熱血教師!! ミタゾノの熱愛発覚と奪われし禁断のヅラ | 八津弘幸 | 七高剛   | 7.7%   |
| 第7話                                                                       | 12月02日       | 幽霊と仲良く暮らす家に"死者が蘇る"秘密の部屋              | 西荻弓絵 | 片山修   | 7.6%   |
| 最終話                                                                      | 12月09日       | ミタゾノが捨てた妻と子!? ついに明かされる壮絶過去!        | 八津弘幸 | 七高剛   | 8.0%   |
| 平均視聴率 7.6%（視聴率はビデオリサーチ調べ、関東地区・世帯・リアルタイム） |                |                                                           |          |          |        |

### 第2シーズン
| 各話                                                                        | 放送日        | サブタイトル                                                      | 脚本     | 監督     | 視聴率 |
| --------------------------------------------------------------------------- | ------------- | ----------------------------------------------------------------- | -------- | -------- | ------ |
| 第1話                                                                       | 2018年4月20日 | 復活!! 女装家政夫は見た!! 夢追う下町工場の秘密…10万トンの家事力!? | 八津弘幸 | 七高剛   | 7.2%   |
| 第2話                                                                       | 4月27日       | VS美人妻の5000万円略奪計画…不倫を隠す…家事テクニック!?            | 小峯裕之 | 片山修   | 7.2%   |
| 第3話                                                                       | 5月04日       | 伝説の刑事VS婿どのは殺人犯!? カステラが暴く警察一家の秘密         | 山岡潤平 | 小松隆志 | 5.1%   |
| 第4話                                                                       | 5月11日       | 美容の女王を密葬!! 家族で賞金10億を奪い合う…遺言クイズ!?          | 八津弘幸 | 片山修   | 7.5%   |
| 第5話                                                                       | 5月18日       | 家政婦がデザイナー殺人!? 盗作疑惑を暴く即席バニラアイス           | 山岡潤平 | 小松隆志 | 6.3%   |
| 第6話                                                                       | 5月25日       | 恋占い99.9%的中トリック!? 2億円脱税の家事テクニック!?             | 林誠人   | 七高剛   | 8.1%   |
| 第7話                                                                       | 6月01日       | 最終章〜日米女将のおもてなし戦争!! 全米が泣いた家事テク!?         | 小峯裕之 | 小松隆志 | 6.7%   |
| 最終話                                                                      | 6月08日       | 最終回! ミタゾノが殺される!? 10億を隠す相棒家政婦の秘密!          | 八津弘幸 | 七高剛   | 5.7%   |
| 平均視聴率 6.7%（視聴率はビデオリサーチ調べ、関東地区・世帯・リアルタイム） |               |                                                                   |          |          |        |

- 最終話は『2018 FIFA ワールドカップ Side Story』（23時10分 - 23時15分）の放送に伴い5分繰り下げられ、23時20分 - 翌0時20分に放送された[69]。

### 第3シーズン
| 各話                                                                         | 放送日        | サブタイトル                         | 脚本           | 監督     | 視聴率 |
| ---------------------------------------------------------------------------- | ------------- | ------------------------------------ | -------------- | -------- | ------ |
| 第1話                                                                        | 2019年4月19日 | 美女に800億を貢ぐ豊洲のドンの家!?    | 八津弘幸       | 片山修   | 8.2%   |
| 第2話                                                                        | 4月26日       | 100億円の男を狙う…ハム3姉妹の家!?    | 小峯裕之       | 片山修   | 6.5%   |
| 第3話                                                                        | 5月03日       | 官房長官の秘密…!? ソンタクする家事技 | 山岡潤平       | 小松隆志 | 7.5%   |
| 第4話                                                                        | 5月10日       | 裁判官一家の秘密…ミタゾノ有罪判決!?  | おかざきさとこ | 小松隆志 | 7.4%   |
| 第5話                                                                        | 5月17日       | 2億で家買う女の秘密を暴くタピオカ    | 山浦雅大       | 宝来忠昭 | 5.9%   |
| 第6話                                                                        | 5月24日       | 余命嘘つき父さんとパンケーキの秘密!? | 宇山佳佑       | 片山修   | 5.6%   |
| 第7話                                                                        | 5月31日       | 完璧な妻のヒミツと不倫もみ消し家事!? | おかざきさとこ | 小松隆志 | 5.7%   |
| 最終話                                                                       | 6月07日       | さらば…ミタゾノ!! スタアの家の秘密!? | おかざきさとこ | 片山修   | 6.4%   |
| 平均視聴率 6.7% （視聴率はビデオリサーチ調べ、関東地区・世帯・リアルタイム） |               |                                      |                |          |        |

- 第6話は『テレビ朝日開局60周年記念 5夜連続ドラマスペシャル 白い巨塔 第三夜』の放送（21時 - 22時24分）[309]に伴う特別編成の関係で30分繰り下げられ、23時45分 - 翌0時45分に放送された。

### 第4シーズン
- 5月8日から6月12日まで新型コロナウイルス感染拡大に伴う撮影休止の影響で、過去のシリーズから「傑作選」が放送された。オープニングとエンディングには、"テレワーク中"と称してリモート形式による三田園からのコメントが追加された。

| 各話                                                         | 放送日        | サブタイトル                 | 脚本           | 監督     | 視聴率 |
| ------------------------------------------------------------ | ------------- | ---------------------------- | -------------- | -------- | ------ |
| 第1話                                                        | 2020年4月24日 | クリーン大臣の家の黒い秘密!? | 小峯裕之       | 片山修   | 9.3%   |
| 第2話                                                        | 5月01日       | 若者が連続失踪するラーメン!? | 山岡潤平       | 小松隆志 | 8.6%   |
| 第3話                                                        | 6月19日       | お待たせ致しました新作です!  | おかざきさとこ | 宝来忠昭 | -      |
| 第4話                                                        | 6月26日       | 巨大台風サバイバル家事ワザ!? | 山岡潤平       | 小松隆志 | 6.9%   |
| 第5話                                                        | 7月03日       | 不倫隣人トラブル             | 香坂隆史       | 片山修   | 7.3%   |
| 第6話                                                        | 7月10日       | 令和の嫁姑バトル             | 香坂隆史       | 松川嵩史 | 6.7%   |
| 第7話                                                        | 7月17日       | ゴーストライター             | 林誠人         | 小松隆志 | 6.8%   |
| 最終話                                                       | 7月24日       | さらば!! ミタゾノ            | おかざきさとこ | 片山修   | 7.4%   |
| （視聴率はビデオリサーチ調べ、関東地区・世帯・リアルタイム） |               |                              |                |          |        |

特別編
- 第4シリーズ放送枠で「傑作選」を放送中に作られた完全新作ドラマ。新型コロナウイルス感染防止のため、リモートドラマとなっている。自粛期間中に練り上げられたドラマで、全編に渡ってビデオ通話やリモートカメラによる映像の中で進行し、世相を反映した内容となっている。

| 放送日        | サブタイトル                                 | 脚本     | 監督     | 視聴率 |
| ------------- | -------------------------------------------- | -------- | -------- | ------ |
| 2020年5月29日 | 特別編〜今だから、新作つくらせて頂きました〜 | 小峯裕之 | 宝来忠昭 | 6.5%   |

### 第5シーズン
| 各話                                                         | 放送日        | サブタイトル                                    | 脚本           | 監督     | 視聴率 |
| ------------------------------------------------------------ | ------------- | ----------------------------------------------- | -------------- | -------- | ------ |
| 第1話                                                        | 2022年4月22日 | 華麗なる学園一族の黒い秘密!?                    | 八津弘幸       | 片山修   | 7.0%   |
| 第2話                                                        | 4月29日       | 3.3億円強奪家族の秘密!?                         | おかざきさとこ | 小松隆志 |        |
| 第3話                                                        | 5月06日       | 箱入り娘は魚の子!? アメリカ帰りの謎の…婚約者!?  | 小峯裕之       | 宝来忠昭 |        |
| 第4話                                                        | 5月13日       | もしも"あの時"に戻れたら…                       | 山岡潤平       | 松川嵩史 |        |
| 第5話                                                        | 5月20日       | 101回目の婚活男!? 豹変レンタル母の嫁姑バトル!?  | 奥村徹也       | 宝来忠昭 |        |
| 第6話                                                        | 5月27日       | 高齢者と若者が住む金色の郷の秘密!?              | 保木本真也     | 小松隆志 |        |
| 第7話                                                        | 6月03日       | 家政婦が消される家と悪魔の子!?                  | おかざきさとこ | 松川嵩史 |        |
| 最終話                                                       | 6月10日       | さらば…ミタゾノ!! 800億円争奪!!家族でゲソゲーム | 八津弘幸       | 片山修   |        |
| （視聴率はビデオリサーチ調べ、関東地区・世帯・リアルタイム） |               |                                                 |                |          |        |

### 第6シーズン
| 各話                                                                        | 放送日         | サブタイトル                              | 脚本           | 監督     | 視聴率 |
| --------------------------------------------------------------------------- | -------------- | ----------------------------------------- | -------------- | -------- | ------ |
| 第1話                                                                       | 2023年10月10日 | ゴールデンへ…お引越し!                    | 八津弘幸       | 片山修   | 9.1%   |
| 第2話                                                                       | 10月17日       | 不倫のボーダー…!? これは浮気か真剣か      | おかざきさとこ | 松川嵩史 | 7.0%   |
| 第3話                                                                       | 10月24日       | 息子が闇バイトに!? 防犯家族の黒い秘密     | 香坂隆史       | 小松隆志 | 8.0%   |
| 第4話                                                                       | 10月31日       | 200億の悪女の恋! 告白できる家事ワザ       | 小峯裕之       | 小松隆志 | 6.7%   |
| 第5話                                                                       | 11月07日       | 60分後に全員死ぬ!? 天才シェフの殺意!!     | 山岡潤平       | 鳥居加奈 | 7.3%   |
| 第6話                                                                       | 11月14日       | 25歳の町長選挙で…500万持ち逃げ事件!?      | 奥村徹也       | 松川嵩史 | 6.4%   |
| 第7話                                                                       | 11月21日       | ポツンと一軒家で!? 仁義なき夫婦バトル     | 坂下雄一郎     | 宝来忠昭 | 6.9%   |
| 第8話                                                                       | 11月28日       | 育休ゴルファー…スター夫から逃げた妻の謎!? | 保木本真也     | 宝来忠昭 | 7.2%   |
| 最終話                                                                      | 12月05日       | さらば…ミタゾノ!! 華麗なるM家の悲劇       | 八津弘幸       | 片山修   | 7.1%   |
| 平均視聴率 7.3%（視聴率はビデオリサーチ調べ、関東地区・世帯・リアルタイム） |                |                                           |                |          |        |

### 第7シーズン
| 各話                                                         | 放送日        | サブタイトル                            | 脚本                                | 監督            | 視聴率 |
| ------------------------------------------------------------ | ------------- | --------------------------------------- | ----------------------------------- | --------------- | ------ |
| 第1話                                                        | 2025年1月14日 | 最恐家政夫ふたたび…禁断の初恋と同窓会   | 八津弘幸 おかざきさとこ             | 片山修          | 8.7%   |
| 第2話                                                        | 1月21日       | 金持ちパパvs貧乏パパ!!                  | 後藤賢人                            | 小松隆志        |        |
| 第3話                                                        | 1月28日       | 消えた妻と退職金2000万                  | 保木本真也                          | 鳥居加奈        |        |
| 第4話                                                        | 2月04日       | 夢のミュージカル編                      | 山岡潤平                            | 宝来忠昭        |        |
| 第5話                                                        | 2月11日       | もし…パパ活相手が"本当の父"になったら!? | 内平未央 後藤賢人                   | 片山修 松川嵩史 |        |
| 第6話                                                        | 2月18日       | シン・デレラのダンス、誰か見た?         | カントリー （池田テツヒロ・山野海） | 鳥居加奈        |        |
| 第7話                                                        | 2月25日       | 変な間取りの家の呪い…!?                 | おかざきさとこ                      | 星野和成        |        |
| 第8話                                                        | 3月04日       | 伝説の刑事が…ホシをあげない!?           | 香坂隆史                            | 小松隆志        |        |
| 最終話                                                       | 3月11日       | さらば…ミタゾノ                         | 小峯裕之                            | 片山修          |        |
| （視聴率はビデオリサーチ調べ、関東地区・世帯・リアルタイム） |               |                                         |                                     |                 |        |

## スピンオフドラマ
『家政負のヒカル』（かせいふのひかる）のタイトルで、動画配信サービス「TELASA」にて、2023年10月10日の第6シリーズ第1話放送終了後から12月5日まで配信された。主演は伊野尾慧。全9話。
Season2が2025年1月14日の第7シリーズ第1話終了後から3月11日まで配信された。全9話。
本稿では便宜上、第1作をS1、Season2をS2の略称で表記する。

### キャスト（スピンオフドラマ）
- 村田光 - 伊野尾慧[321]
- 矢口実優 - 桜田ひより[321]（S1）
- 阿部真理亜 - 平田敦子[321]
- 式根志摩 - しゅはまはるみ[321]
- 結頼子 - 余貴美子[321]
- 大門桜 - 久間田琳加（S2）

### スタッフ（スピンオフドラマ）
- 脚本
  - S1 - おかざきさとこ、奥村徹也、近藤まゆみ、平岡達哉、宮本真生[321]
  - S2 - 保木本真也、近藤まゆみ、宮原久実、兒玉宣勝、池亀三太、保木本佳子
- 演出
  - S1 - 酒見顕守、澤由樹、内村亮太郎[321]
  - S2 - 鳥居加奈
- 音楽 - ワンミュージック
- エグゼクティブプロデューサー - 内山聖子（テレビ朝日）
- プロデューサー
  - S1 - 秋山貴人（テレビ朝日）、石田菜穂子（テレビ朝日）、木曽貴美子（MMJ）、村山太郎（MMJ）
  - S2 - 秋山貴人（テレビ朝日）、高橋宜嗣（テレビ朝日）、神通勉（MMJ）、村山太郎（MMJ）
- 制作 - テレビ朝日、MMJ

### 配信日程（スピンオフドラマ）
| 各話   | 放送日         | サブタイトル                        |
| ------ | -------------- | ----------------------------------- |
| 第1話  | 2023年10月10日 | ネットアイドルに俺は…なる!          |
| 第2話  | 10月17日       | “ひー坊ちゃんねる” 初めてのバズり!? |
| 第3話  | 10月24日       | 初仕事は…結婚式のスピーチ!?         |
| 第4話  | 10月31日       | ヒカル禁断の暴露!あの金は今…!?      |
| 第5話  | 11月07日       | マジックをしないマジシャン爆誕!?    |
| 第6話  | 11月14日       | 指先で愛を確かめたい!?              |
| 第7話  | 11月21日       | バイト選びは慎重に                  |
| 第8話  | 11月28日       | 新事実!?叔母は…2人いた              |
| 最終話 | 12月05日       | さよなら、すべてのヒカル            |

| 各話   | 放送日        | サブタイトル                        |
| ------ | ------------- | ----------------------------------- |
| 第1話  | 2025年1月14日 | ヒカル、ブロードウェイスターになれ! |
| 第2話  | 1月21日       | ヒカル、屈強な男になれ!             |
| 第3話  | 1月28日       | ヒカル、美食スターになれ!           |
| 第4話  | 2月04日       | ヒカル、ビューティー七変化!?        |
| 第5話  | 2月11日       | ヒカル、ついに…不合格!?             |
| 第6話  | 2月18日       | ヒカル、安全運転の鬼になれ!         |
| 第7話  | 2月25日       | ヒカル、スターへの道標              |
| 第8話  | 3月04日       | ヒカル、ファンサービスを極める!?    |
| 最終話 | 3月11日       | ヒカル、スターになる!?              |

## 受賞
- 第6回コンフィデンスアワード・ドラマ賞 主演男優賞（松岡昌宏）[325][326]

## 舞台版
いずれのサブタイトルはミュージカルの代表作のパロディとなっている。

### 第1弾
『家政夫のミタゾノ THE STAGE～お寺座の怪人～』（かせいふのミタゾノ ザ ステージ おてらざのかいじん）のタイトルで、2022年11月17日から11月27日まで東京・EXシアター六本木で、同年12月3日から12月4日まで大阪・森ノ宮ピロティホールでそれぞれ上演された。サブタイトルの元ネタは『オペラ座の怪人』。

#### キャスト（第1弾）
- 三田園薫 - 松岡昌宏
- 穴井仁奈（ミタゾノの相棒家政婦・アニー） - 矢作穂香[12]
- 小田切尊徳（住職） - 六角精児[12]
- 小田切雀尊（尊徳の実子） - 原嘉孝[327]
- 朱里（雀尊の妻） - 矢島舞美[327]
- 雲光（尊徳の一番弟子） - 本折最強さとし[327]
- チャラ僧侶（雲光の弟弟子） - 奈良原大泰[327]
- 小田切花蓮（尊徳の妻） - 浦嶋りんこ[327]
- 式根志摩 - しゅはまはるみ
- 阿部真理亜 - 平田敦子
- 結頼子 - 余貴美子

#### スタッフ（第1弾）
- 脚本 - 八津弘幸[12]
- 演出 - 村上大樹[12]
- 企画・製作・主催 - テレビ朝日、東京グローブ座、MMJ

#### 公演日程（第1弾）
- 2022年11月17日 - 27日、東京・EXシアター六本木
- 2022年12月3日・4日、大阪・森ノ宮ピロティホール

### 第2弾
『家政夫のミタゾノTHE STAGE レ・ミゼラ風呂』（かせいふのミタゾノ ザ ステージ レ・ミゼラふろ）のタイトルで、2025年5月16日から6月8日まで東京・EXシアター六本木で、同年6月13日から7月13日まで、大阪、石川、愛知、広島、宮城でそれぞれ上演予定。サブタイトルの元ネタは『レ・ミゼラブル』。

#### キャスト（第2弾）
- 三田園薫 - 松岡昌宏
- 荻野千紗子（ミタゾノの相棒家政婦） - 生駒里奈[329]
- 雀原順（イブキの幼馴染で、フランスでの料理修行から帰ってきて料理人） - 岡佑吏（AmBitious）[329]
- 鴨谷イブキ（カモヤ創業者の娘） - 蘭乃はな[329]
- 海老沢仁（カモヤの番頭兼料理長） - 吉田ウーロン太[329]
- ナカイガ・ワハル（カモヤの仲居） - 川久保晴[329]
- 蛇辺山剣（熱海市長） - 久ヶ沢徹[329]
- 鴨谷響子（カモヤの創業者の妻） - マルシア[329]
- 鴨谷創一（カモヤの創業者） - 金田明夫[329]
- 式根志摩 - しゅはまはるみ[329]
- 阿部真理亜 - 平田敦子[329]
- 結頼子 - 余貴美子[329]

#### スタッフ（第2弾）
- 原案 - 八津弘幸[328]
- 作 - 後藤賢人[328]
- 演出 - 村上大樹[328]
- 企画制作 - テレビ朝日、東京グローブ座、MMJ

#### 公演日程（第2弾）
- 2025年5月16日 - 6月8日、東京・EX THEATER ROPPONGI
- 2025年6月13日 - 17日、大阪・森ノ宮ピロティホール
- 2025年6月21日・22日、石川・七尾市文化ホール
- 2025年6月28日・29日、愛知・東海市芸術劇場 大ホール
- 2025年7月5日・6日、広島・上野学園ホール（広島県立文化芸術ホール）
- 2025年7月12日・13日、宮城・名取市文化会館 大ホール

## 関連商品

### サウンドトラック
- 家政夫のミタゾノ オリジナルサウンドトラック（ワンミュージック、2017年3月22日発売）

| 収録曲（タイトル） | 収録曲（タイトル）                                                                 |
| ------------------ | ---------------------------------------------------------------------------------- |
| M-01               | 家政夫のミタゾノ~main theme~                                                       |
| M-02               | ミタゾノでございます                                                               |
| M-03               | 人の家庭を覗くのが趣味                                                             |
| M-04               | 歪んだ家庭の化けの皮                                                               |
| M-05               | 家事スキルは"特A級"                                                                |
| M-06               | 鼻持ちならない人間ばかり                                                           |
| M-07               | 簡単アレンジレシピ                                                                 |
| M-08               | 裏切り                                                                             |
| M-09               | 壁にミタゾノ障子にミタゾノ                                                         |
| M-10               | “根深い汚れ"                                                                       |
| M-11               | 家政婦のくせに!!                                                                   |
| M-12               | ジワジワと罠を張る                                                                 |
| M-13               | IN THE HALL OF THE MOUNTAIN KING / 山の魔王の宮殿にて(ペール・ギュント第1組曲より) |
| M-14               | 崩壊した家族                                                                       |
| M-15               | 再生へ導くダークヒーロー                                                           |
| M-16               | 何者かの影                                                                         |
| M-17               | 最“恐"の家政夫                                                                     |
| M-18               | 痛み入ります                                                                       |
| M-19               | 追いかけるミタゾノ                                                                 |
| M-20               | ミタゾノにも涙                                                                     |
| M-21               | あの家の汚れを落としたいだけ                                                       |
| M-22               | 何なりとお申し付けください                                                         |
| M-23               | ミタゾノさんの化けの皮                                                             |
| M-24               | 家族がいるから、本当に                                                             |
| M-25               | また会える                                                                         |
| M-26               | ミタゾノ~epilogue~                                                                 |

### DVD・Blu-ray
- 家政夫のミタゾノ（第1シリーズ）

DVD-BOX（SMD jutaku、2017年5月17日発売）
Blu-ray BOX（SMD jutaku、2017年5月17日発売）

### 使用されていた化粧品
- 24hコスメ（24hコスメ公式ホームページに記載）

### オリジナルグッズ
- ドラマオリジナルグッズとして、各シリーズごとに以下の商品が発売された。
  - 第1シリーズ - 劇中で三田園が着用しているサロンタイプのエプロン（前掛けエプロン）、オリジナル付箋、コンパクトちりとり&ほうきセット
  - 第2シリーズ - ほうきボールペン、マイクロクロス、お掃除モップ、チャームキーホルダー
  - 第3シリーズ - ハタキボールペン、粗品風タオル、ポータブルエコクリーナー、巾着
  - 第4シリーズ - むすび家政婦紹介所マルシェバッグ、サーモボトル、「痛み入ります。」豆皿、トレーディングマグネットクリップ
  - 第5シリーズ - スマホリング、カトラリーセット、保冷バッグ、アクリルスタンド、ドラマコレクションカードセット、ポチ袋
- 2019年5月22日より、第3シリーズ番組ラストのエンドロール内「おしえてミタゾノさん」コーナーで登場したイラストを含む「痛み入ります」LINEスタンプ8種類が発売された。

## その他
- 2023年9月26日より仙台空港鉄道（仙台空港アクセス線）の美田園駅が本作品とコラボレーションして期間限定で「家政夫のミタゾノ駅」に名標変更された（12月上旬まで）。同年10月10日よりゴールデンの時間帯で放送される本ドラマ第1話が美田園駅のシーンから始まることから実現したコラボレーションで、期間中は駅のホームアナウンスや案内アナウンス、エスカレーターマナーや車内マナーの呼びかけアナウンスを三田園薫が担当するほか、駅構内に同ドラマのキービジュアルが掲出された[330]。また、このコラボレーションを記念した美田園駅名キーホルダー（カタカナバージョン）は、9月26日の発売開始からわずか4日間で完売。追加で制作販売されることになった[331]。
- 2023年、第6シリーズの放送を記念して、動画配信プラットフォーム「TELASA（テラサ）」にてこれまでに放送された全5シリーズ・41話が全話配信となり、キャンペーンの一環で「『家政夫のミタゾノ』全シーズンTELASA配信記念！あなたの推しエピソード総選挙」と題するエピソードの人気投票を行った[332]。その結果、第1位：第1シーズン初回、第2位：第1シーズン第3話、第3位：第5シーズン第1話、第4位：第3シーズン第1話、第5位：第1シーズン最終話、第6位：第3シーズン第8話となり、テレビ朝日「ゴゴワイド」枠（関東ローカル）にて再放送された。